# Tegucigalpa
Tegucigalpa (del náhuatl: Tekohtsinkalpan ‘En la casa del gran señor’), oficialmente Tegucigalpa, Municipio del Distrito Central y abreviado como Tegucigalpa, M. D. C., es la capital y sede de gobierno de la República de Honduras, junto a su ciudad gemela Comayagüela, según los artículos 8 y 295 de la actual Constitución de Honduras. Tegucigalpa es la ciudad más poblada de Honduras con 1 326 590 habitantes y también es el Área Metropolitana más poblada de Honduras y la tercera en Centroamérica.
Aunque ya desde 1536 se le conocía al pequeño poblado a las orillas de la cuenca del río Choluteca (hoy en día el centro histórico) por el nombre de Taguzgalpa, es con la llegada de los españoles a la región en busca de minerales que se reconoce el 29 de septiembre de 1578 como el día que marca su fundación bajo el nombre de Real de Minas de San Miguel de Tegucigalpa. Tres siglos después, el 30 de octubre de 1880 se convierte en la capital del país, durante la presidencia de Marco Aurelio Soto.
Durante la corta existencia de la Constitución Política de la República Federal de Centroamérica, entre 1824 y 1839, Tegucigalpa fue declarada un distrito federal y capital de los entonces unidos en una sola nación: los estados de El Salvador, Guatemala y Honduras. Después de este fallido intento de preservar una república centroamericana, Honduras regresa a ser un país individual e independiente y el 30 de enero de 1937, se reforma el artículo 179 de la Constitución de Honduras de 1936 bajo el Decreto N.º 53 y se establece a Tegucigalpa y Comayagüela como el Distrito Central. El 9 de diciembre del mismo año se ratifica bajo el Decreto N.º 2.
El Distrito Central se encuentra en la región montañosa sur central de Honduras en el departamento de Francisco Morazán, del cual es también la cabecera departamental. El área metropolitana de Tegucigalpa y Comayagüela se encuentra en un valle, rodeado por montañas y ambas, siendo ciudades gemelas, están geológicamente separadas por la cuenca del río Choluteca que les atraviesa. El Distrito Central es el municipio más grande y más poblado de Francisco Morazán y el decimocuarto más grande de Honduras. Tegucigalpa y Comayagüela, juntas, es la ciudad más grande y más poblada de Honduras.
La capital es el centro político y administrativo del país donde se ubican 23 embajadas y 16 consulados representando diplomática y consularmente a 39 países de alrededor del mundo. Es la sede de la mayoría de las agencias públicas y empresas estatales, entre ellas, la ENEE y Hondutel, las compañías nacionales de energía y telecomunicaciones, respectivamente. Es también el hogar de la selección nacional de fútbol y del plantel principal y rectoría de la Universidad Nacional Autónoma de Honduras (UNAH), la máxima casa de estudios del país. El aeropuerto internacional, Toncontín, ha adquirido fama e infamia mundial por su pista de aterrizaje extremadamente corta para un aeropuerto de categoría internacional lo cual obliga a los aviadores a emprender maniobras algo irregulares durante el despegue y aterrizaje para evadir las montañas aledañas.
La Alcaldía Municipal del Distrito Central (AMDC) es la autoridad gubernamental de la ciudad y municipio, encabezada por un alcalde y 10 regidores quienes forman la corporación municipal, él órgano ejecutivo-legislativo del municipio. Siendo cabecera departamental, es sede del gobernador político departamental de Francisco Morazán. Para 2013, la Alcaldía aprobó un presupuesto de más de tres mil millones de lempiras (US$153.5 millones), y acumuló una deuda arriba de los mil millones de lempiras (US$50 millones), en parte para financiar los proyectos de infraestructura que está emprendiendo la presente administración municipal.
La infraestructura capitalina no se ha mantenido al ritmo de su explosión demográfica. La falta de planificación adecuada, la urbanización densa y desordenada sumados con fenómenos socioeconómicos como la pobreza y la delincuencia, son azotes de la vida cotidiana. Las principales vías de circulación son el escenario de embotellamientos ya que la presente red vial no se da abasto con los más de 400 mil vehículos que circulan por ellas diariamente. Tanto el gobierno nacional como el municipal han desarrollado proyectos para incrementar la infraestructura y aliviar la pobreza en la ciudad.

## Etimología

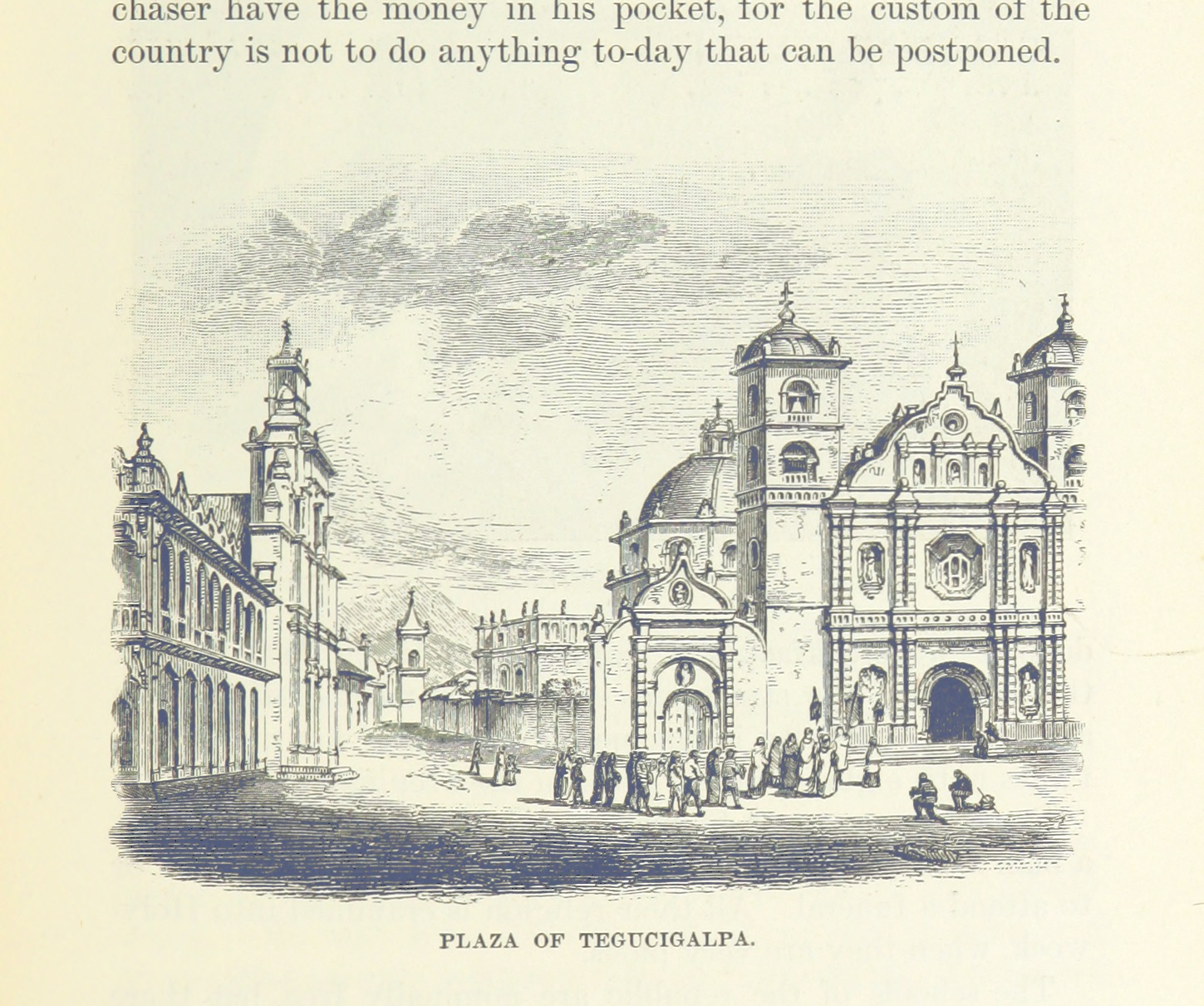
Tegucigalpa representada en una litografía del de "Las capitales de América Latina".

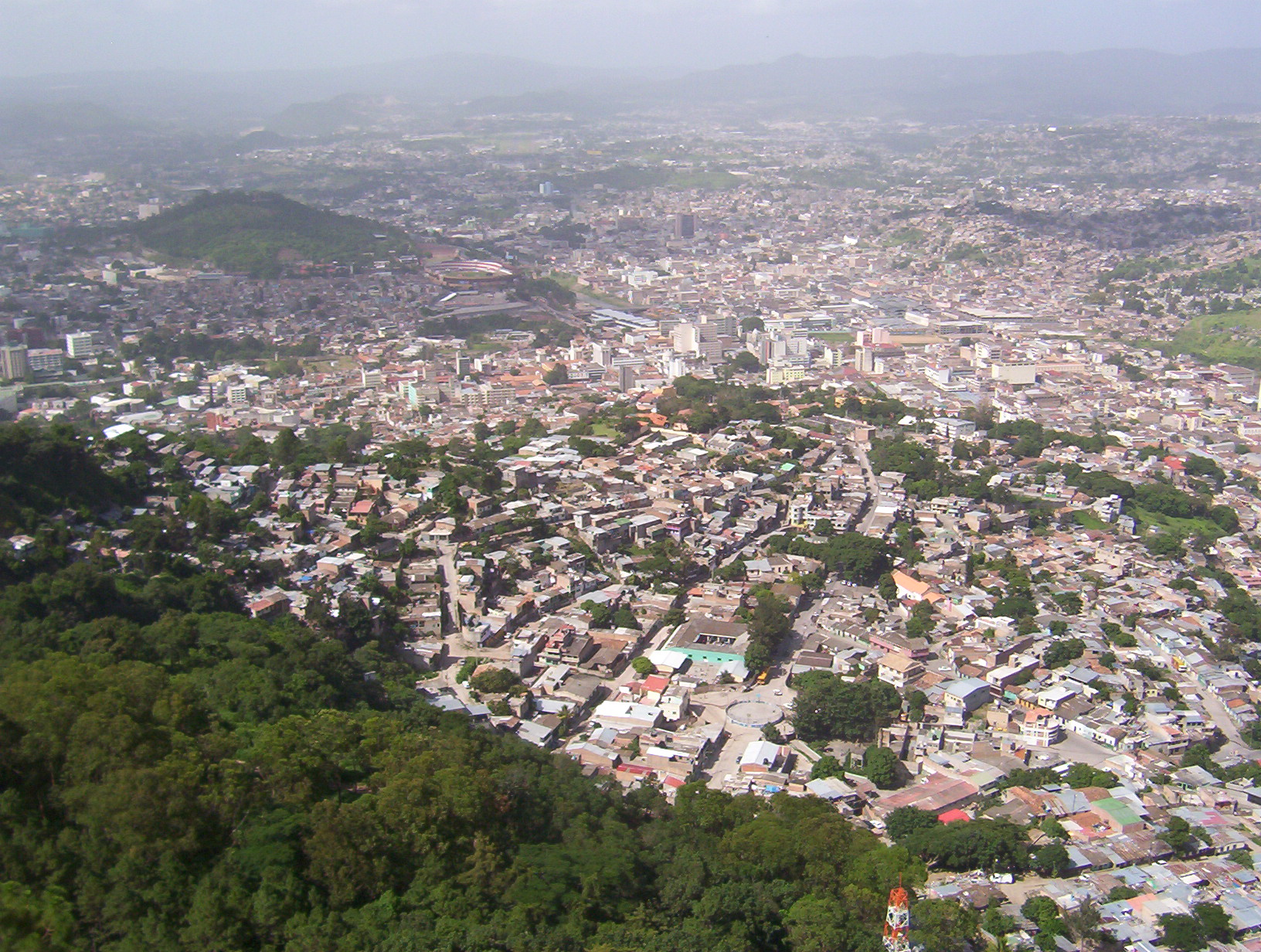
Vista de Tegucigalpa desde el Picacho.

La mayoría de las fuentes sugieren que el origen y significado del vocablo Tegucigalpa deriva de la lengua náhuatl. Su significado exacto está abierto a diferentes interpretaciones, pero la versión más difundida entre la creencia popular es que deriva de Taguzgalpa, del náhuatl Tlakoskalpan, que significa cerros de plata. Entre historiadores como el hondureño Jesús Aguilar Paz, dicha interpretación es incierta ya que los pobladores aborígenas ignoraban la presencia de yacimientos minerales en la región. Se ha perdido en la historia quién o cuándo se determinó lo de cerros de plata, una teoría es que fueron los españoles, y no los nativos, quienes le llamaron así a la región tras el descubrimiento de sus riquezas minerales.
El polígrafo mexicano Antonio Peñafiel, en su libro "Nomenclatura geográfica de México" (1897), define el vocablo Tegucigalpa como una corrupción de Tecutli-calli-pan que significa [señor] en los palacios reales. Otra creencia entre historiadores mexicanos como José Ignacio Dávila Garibi y Alfredo Barrera Vásquez, contempla que Tegucigalpa es de un vocablo nahua que se traduce como lugar de residencia de los nobles, posiblemente del vocablo Tekohtsinkalpan que significa en la casa del gran señor o cerro de los sabios.
El filólogo hondureño Alberto de Jesús Membreño, en su libro "Nombres Geográficos Indígenas de la República de Honduras" (1901) (republicado en 1994 como “Toponimias indígenas de Centroamérica”), descarta por completo el tradicional cerros de plata y argumenta que Tegucigalpa deriva del vocablo nahua Teguycegalpa que significa en las casas de las piedras puntiagudas. Membreño defiende su interpretacíón haciendo apunte de que Taguzgalpa era el nombre antiguo de la zona oriental de Honduras y cuyo vocablo significa en las casas de la tierra amarilla.
El lingüista americanista austríaco, Rodolfo R. Schuller, propone que el vocablo Tegucigalpa significa lugar donde está la casa de la aurora, mientras que el investigador guatemalteco Flavio Rodas Noriega, promovió una discusión sobre el origen etimológico de Tegucigalpa y propuso que el término deriva de Totogalpa, lo que es una referencia a Tototl, vocablo nahua que significa pájaro o a toncontín que es otro término nahua cuyo significado es baile de los indios mexicanos. Por otra parte, el escritor hondureño Rafael Heliodoro Valle, escribió que el nombre es Teguiazkalpa, cuya etimología significa la región de los cerros de los venerables ancianos.
La autora e historiadora hondureña Leticia de Oyuela, en su libro “Historia Mínima de Tegucigalpa” (1989), contempla la idea de que la palabra Tegucigalpa deriva de otra lengua en el cual significa piedras pintadas. La antropóloga hondureña Gloria Lara Pinto, en su colaboración titulada "Dicotomía de una ciudad: Las raíces indígenas de Tegucigalpa y Comayagüela" (2011) para la Revista Paradigma de la Universidad Pedagógica Nacional Francisco Morazán, propone que es una derivación de Teguzigalpa o Tecuzincalpan y significa en la tierra del pequeño señor. El historiador hondureño Mario Felipe Martínez Castillo, en su libro de bolsillo "Lecturas de la capital de Honduras" (2012), hace hincapié de que Tegucigalpa no puede significar cerros de plata por las razones ya indagadas por previos investigadores y por lo cual sugiere que viene de la lengua lenca y significa lugar donde se reúnen los señores.

## Historia

### Fundación, colonia e independencia

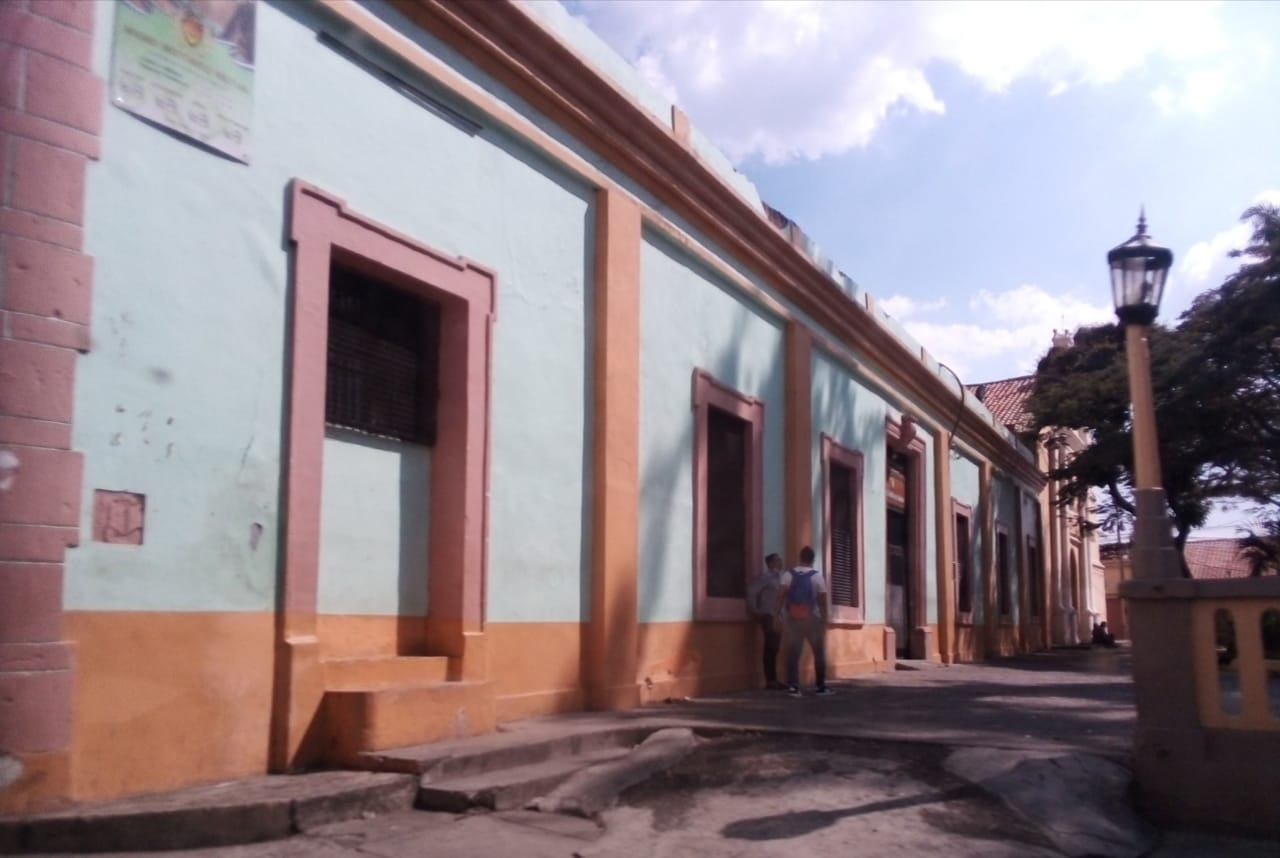
Cuartel San Francisco construido en el año 1595

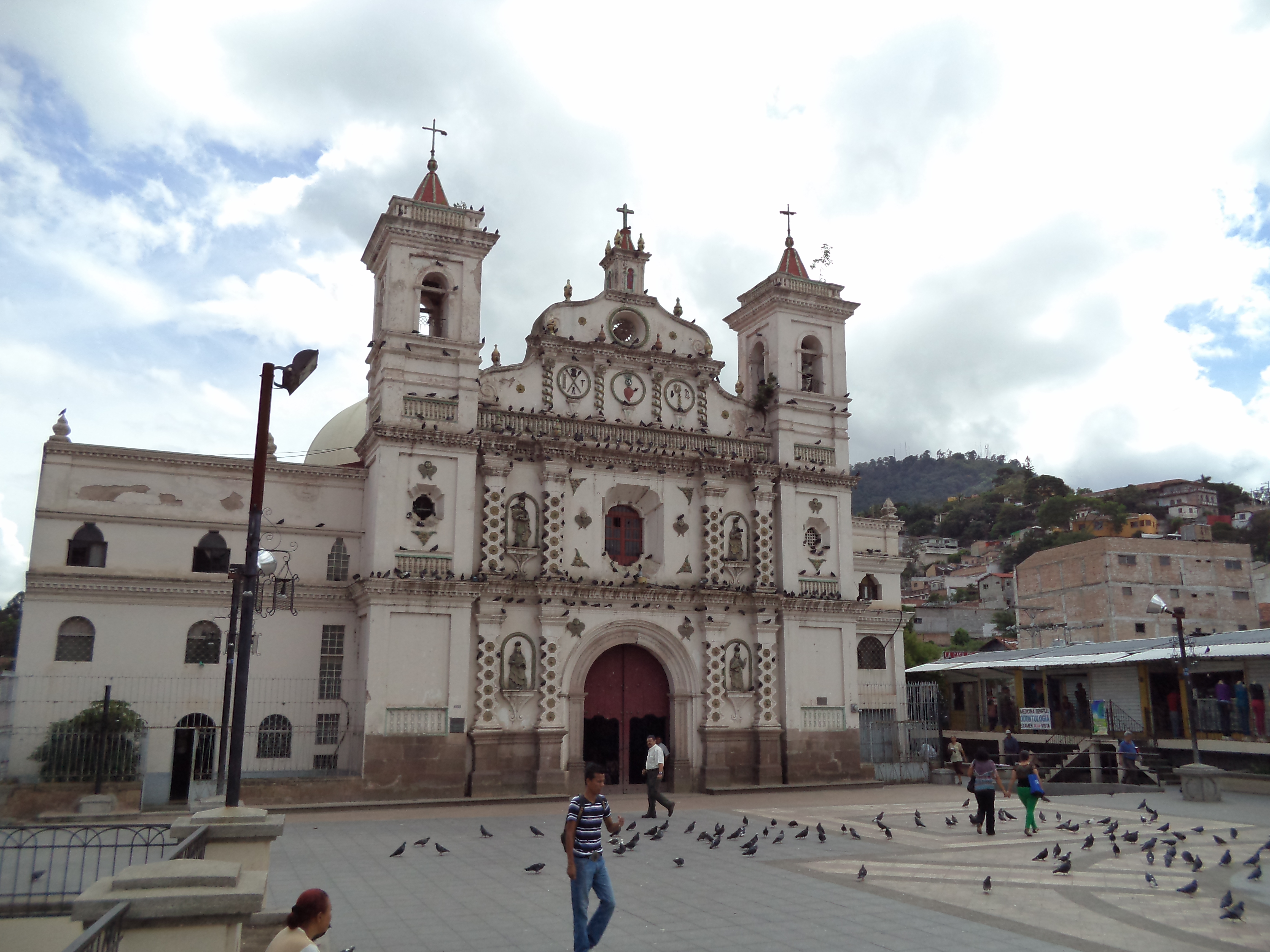
Iglesia de Los Dolores data del

En sus inicios fue poblada por un grupo de españoles que buscaban vetas de plata en el lugar cerca de 1560. Posteriormente con el crecimiento del poblado minero se le conoció con el nombre de Real Villa de San Miguel de Tegucigalpa de Heredia el 29 de septiembre de 1578 sobre un antiguo poblado indígena existente. En esa época el área de Tegucigalpa era un centro de actividad minera donde se extraía especialmente plata y oro.
Aquella ciudad se convertiría años más tarde en la zona más importante de Honduras, funcionando las principales oficinas del Estado y sector privado. Fue fundada en 1578 como centro minero, y Juan de la Cueva fue nombrado primer alcalde de Tegucigalpa en 1579. La población fue denominada "Real Minas de Tegucigalpa", obteniendo el título de Villa de San Miguel de Heredia. Durante todo el período colonial la villa tuvo un carácter minero, extrayéndose minerales desde el cerro El Picacho y en la zona montañosa de San Juancito. Al devenir la independencia del país, la capitalidad de la República de Honduras pasó de Tegucigalpa a Comayagua y viceversa en varias ocasiones, hasta que en 1880 quedó definitivamente establecida en Tegucigalpa.
En 1817 se inicia, por iniciativa del alcalde Narciso Mallol, la construcción de un puente sobre el río Choluteca, de mampostería en siete arcos. La obra, terminada cuatro años más tarde, unió a Tegucigalpa con la vecina ciudad de Comayagüela, sobre la margen opuesta del río. Hoy se la conoce, popularmente, como el Puente Mallol.

### Época independentista

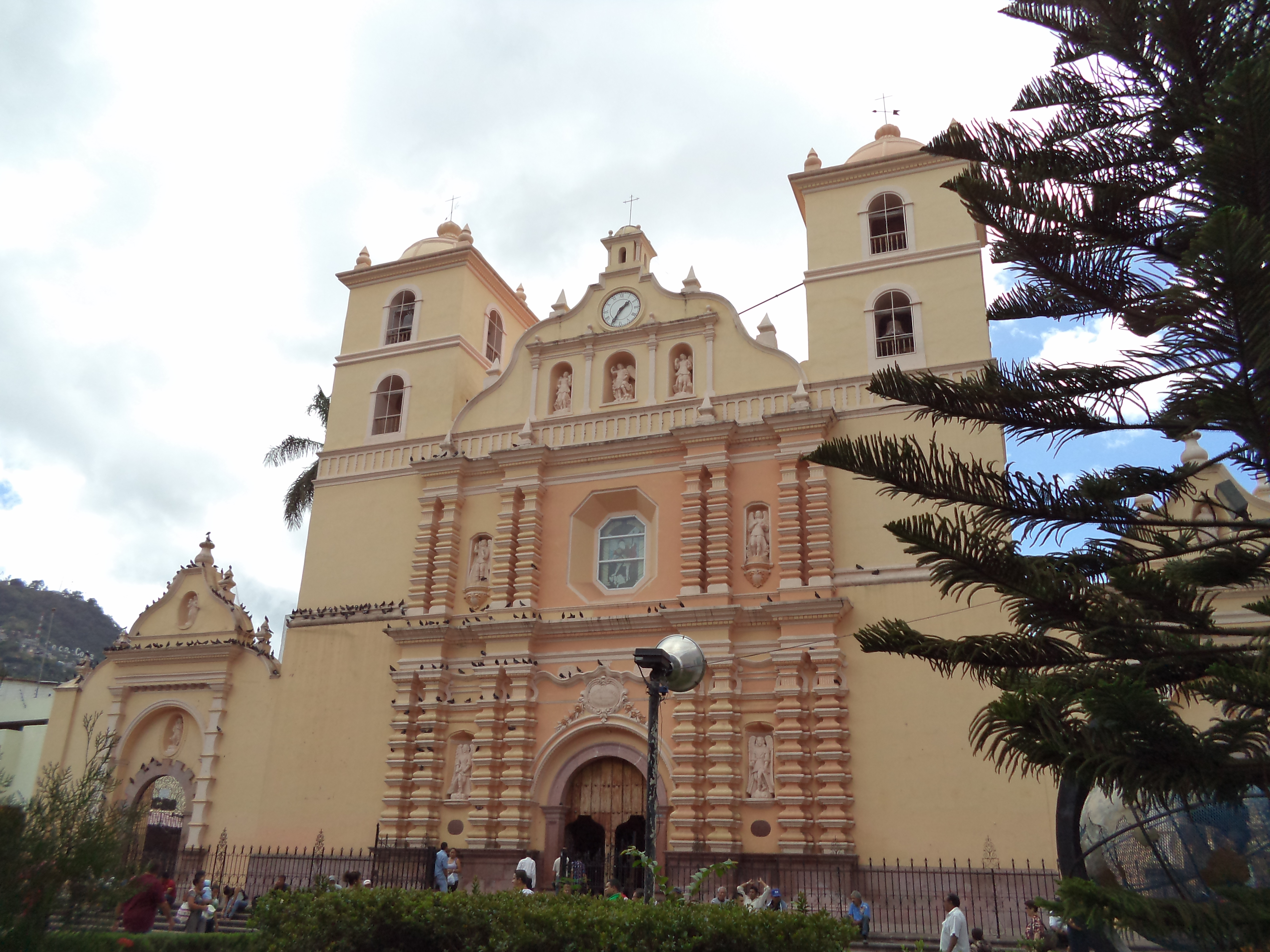
La catedral de San Miguel Arcángel fue construida a finales del siglo XVII, siendo uno de los edificios más viejos aún en pie mejor conservados de la ciudad.

En 1821 fue elevada al rango de ciudad. En 1824, el primer congreso de la República de Honduras decretó que Tegucigalpa y Comayagua, las dos ciudades principales del país, se alternaran como capital del Estado, hasta que el 30 de octubre de 1880 se trasladó la sede del Gobierno definitivamente a la ciudad de Tegucigalpa como capital del Estado, se decretó que residirán en ella autoridades civiles, excepto la Corte Suprema de Justicia que residirá en Comayagua, trasladando de inmediato las oficinas dependientes del Gobierno Supremo.

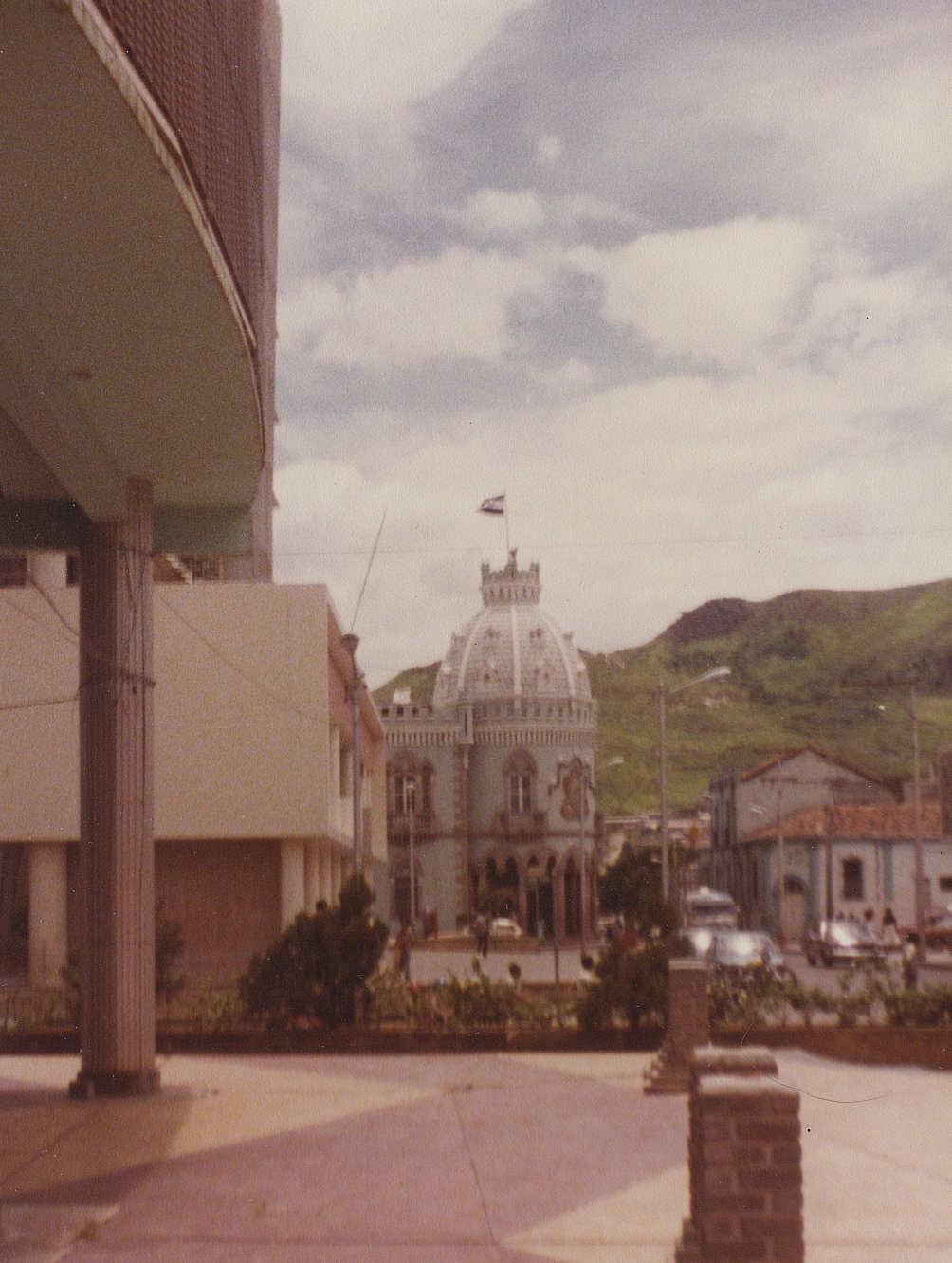
Antiguo palacio presidencial de Honduras en el centro de la ciudad

En el año 1847 se funda la primera universidad en el país, con el nombre de La Sociedad del Genio Emprendedor y del Buen Gusto, siendo su primer rector el sacerdote José Trinidad Reyes.
En 1875 durante la presidencia del Capitán general José María Medina se ordenó la construcción de un nuevo Cementerio General de Tegucigalpa ubicándolo en Comayagüela y terminado en 1877, inaugurado durante la presidencia de Marco Aurelio Soto, en marzo de 1995 el Congreso Nacional decretó al Cementerio General como "Patrimonio Cultural Nacional" dejándose de vender nuevos lotes y ordenándose su protección y cuidado. 
Desde 1898 se dispuso que Tegucigalpa y Comayagüela, las dos ciudades vecinas, a ambas orillas del Choluteca, formasen la capital, pero manteniendo nombres separados, con dos gobiernos municipales. Contaban, en aquel entonces, con unos 40.000 habitantes y el Distrito Central, incluyendo poblaciones circunvecinas, reunía más de 50.000 almas.
Tegucigalpa ha sido la cuna de ilustres patriotas y estadistas hondureños, como Dionisio de Herrera, Francisco Morazán, José Trinidad Cabañas, José Trinidad Reyes, general José Santos Guardiola, doctor Marco Aurelio Soto, entre otros.

### Época contemporánea

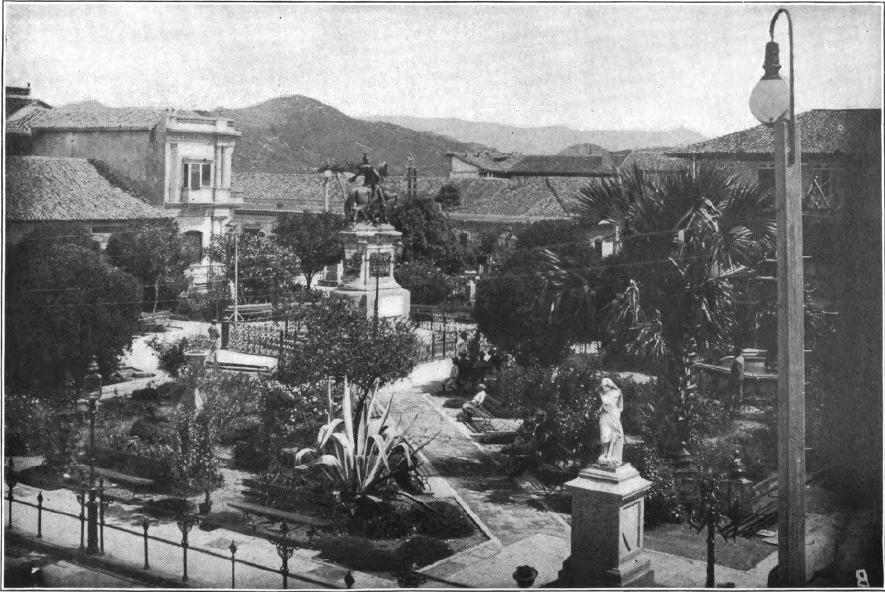
Fotografía del siglo XX con vista al parque central de Tegucigalpa.

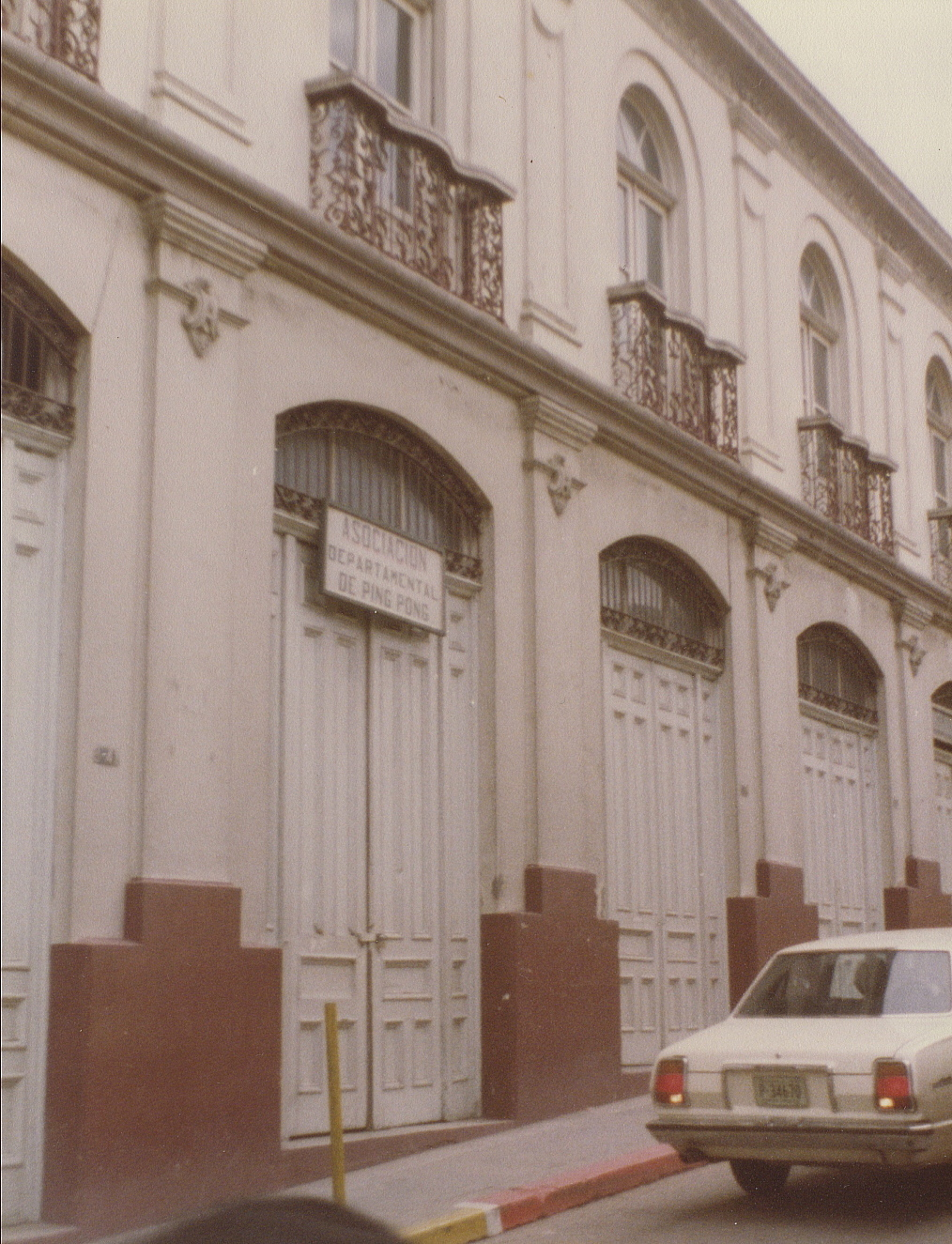
Fotografía de una calle de Tegucigalpa en la década de los 80

Tegucigalpa ha crecido en los últimos 50 años, pero se ha convertido en una ciudad desorganizada debido a la falta de planificación de la misma. La migración del campo hacia la ciudad ha venido a incrementar la población capitalina, especialmente en los terrenos aledaños ubicados en las laderas de los numerosos cerros, muchos de ellos, carentes de urbanización.
La ciudad de Tegucigalpa, se encuentra en constante crecimiento. En estos momentos los polos de desarrollo residencial apuntan hacia el sur de la ciudad, desde el aeropuerto Toncontín hasta la zona de la represa Los Laureles y como ciudades dormitorios, tenemos en la zona noreste, a los municipios de Santa Lucía y Valle de Ángeles.
El 30 de octubre de 1998 la ciudad sufrió daños importantes tras el paso del huracán Mitch, que destruyó una parte de Comayagüela y los lugares bordeados por el río Grande o Choluteca. El huracán se mantuvo sobre el territorio hondureño por cinco días lo que ocasionó que la tierra no pudiera absorber tanta lluvia y aunado a la deforestación, provocara graves inundaciones en todo el país, principalmente en Tegucigalpa.
La crecida de los afluentes del río Grande o Choluteca hicieron que este rebasará la altura del puente Juan Ramón Molina, el cual fue arrastrado por la corriente y sustituido rápidamente por un puente Bailey.
Las lluvias también provocaron deslizamientos de tierra en el sector del cerro El Berrinche. Estos deslizamientos arrastraron la mayor parte de la colonia Soto, cuyos escombros cayeron sobre la cuenca del río haciendo que se formara un dique a la altura de dicha colonia, este dique estancó las aguas del río Grande o Choluteca y ocasionó la inundación en las partes bajas de Comayagüela destruyendo los viejos establecimientos ubicados a inmediaciones de la calle Real. En otros sectores la corriente derrumbó colinas, cerros y laderas de montañas, llevándose consigo barrios enteros, edificios, parques, automóviles, etc. Las áreas mayormente afectadas fueron las situadas cerca de ríos.

## Demografía
Según los resultados del Censo de Población y de Vivienda de 2001 del Instituto Nacional de Estadísticas (INE), la población del Distrito Central, que comprende las ciudades de Tegucigalpa y Comayagüela, era de 906.129 habitantes.[cita requerida] En 2010 la población del Distrito Central contaba 1.126.534 habitantes de acuerdo con las proyecciones del INE.

## Geografía

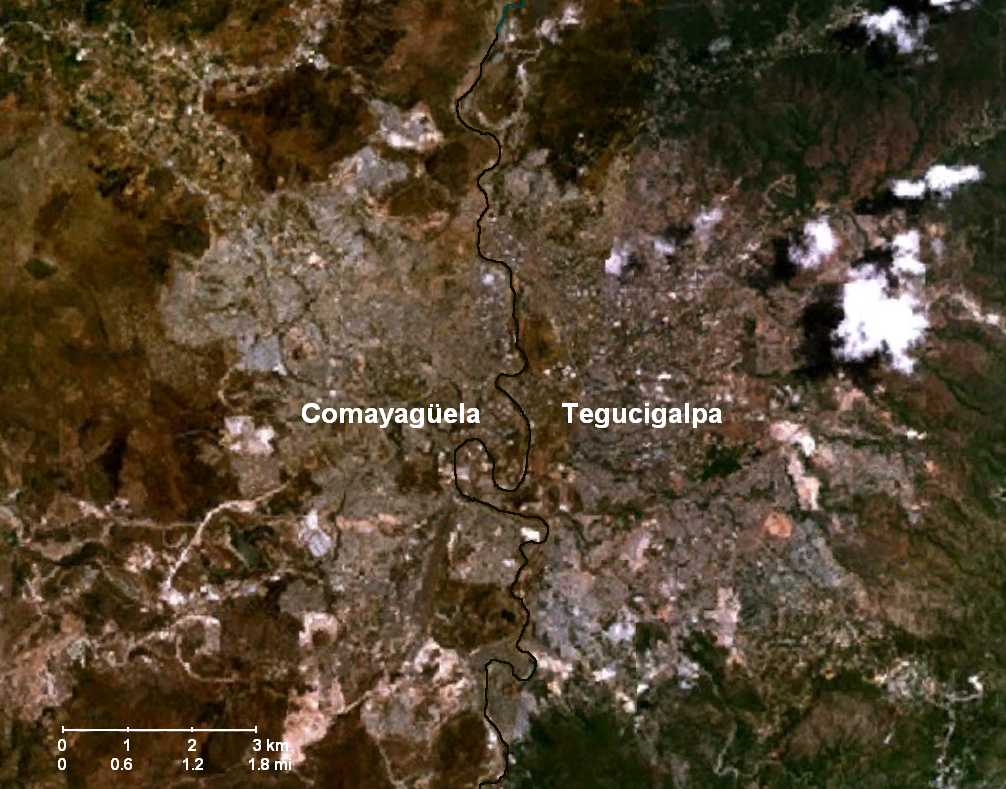
Vista satelital del área urbana de Tegucigalpa

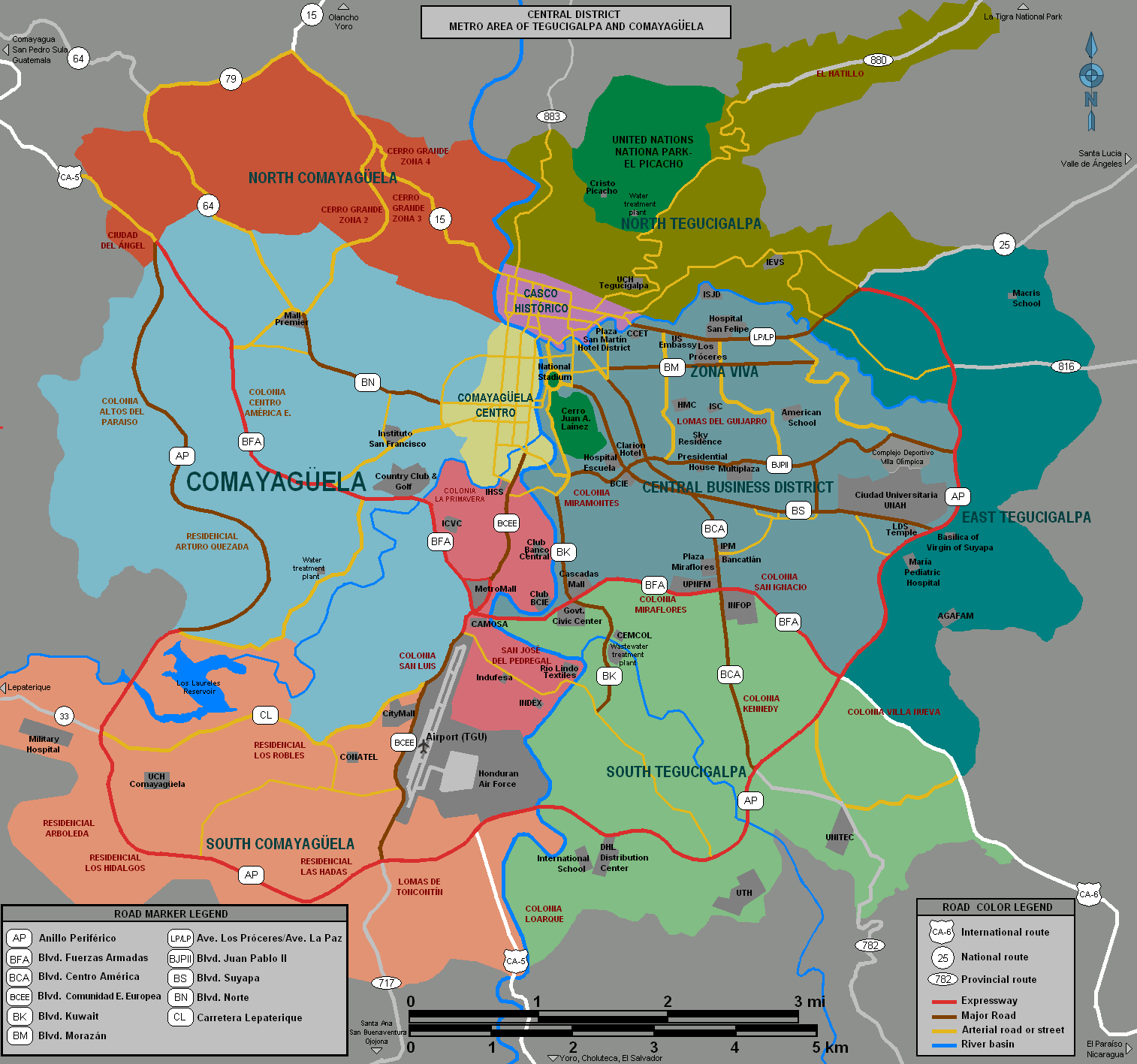
Mapa de Tegucigalpa y sus distritos

### Ubicación
Tegucigalpa, junto con Comayagüela, constituyen la capital de Honduras. Ambas ciudades se localizan dentro del municipio del Distrito Central, sede constitucional del gobierno nacional y de la arquidiócesis de Tegucigalpa.
Tegucigalpa se encuentra en una cadena de montañas a altitudes de 935 metros (3.068 pies) en sus puntos más bajos y 1.463 metros (4.800 pies) en su nivel más alto en las áreas suburbanas. Al igual que en la mayoría de las tierras altas del interior de Honduras, la mayoría de la superficie actual de Tegucigalpa fue ocupada por bosques abiertos. El área que rodea la ciudad sigue siendo el apoyo a los bosques abiertos, bosques de pino mezclado con algunos de roble, matorral y claros de hierba, así como la aguja de hoja perenne de hojas y bosques caducifolios de hoja ancha.
El río Choluteca o el río Grande, que cruza la ciudad de norte a sur, separa físicamente a Tegucigalpa y Comayagüela. Tegucigalpa se encuentra a la margen derecha del Choluteca y Comayagüela está en el sector occidental del río.
La ciudad se compone de suaves colinas, y el anillo de montañas que rodean la ciudad tiende a atrapar la contaminación. Hay una reserva conocida como el embalse Los Laureles ubicado al oeste de la ciudad que ofrece un 30 por ciento del suministro de agua de la ciudad. Al sur de la ciudad a unos 7,3 kilómetros del aeropuerto, se encuentra una planta de tratamiento de aguas que forma parte del embalse de la Concepción, ubicado a unos 6 kilómetros al suroeste de la planta de agua.

### Municipios limítrofes
Tegucigalpa limita al norte con los municipios de Cedros y Talanga, al sur con los municipios de Maraita, San Buenaventura, Santa Ana y Lepaterique, al este con los municipios de Santa Lucía, San Antonio de Oriente, Valle de Ángeles y San Juan de Flores y al oeste con los municipios de Ojojona, Lepaterique, y San Antonio de Flores.
En las cercanías de Tegucigalpa hay muchos pueblos coloniales de interés turístico, entre ellos Santa Lucía, Santa Ana, Ojojona, San Juancito, Valle de Ángeles, Cantarranas, Yuscarán y Sabanagrande.

### Ecología

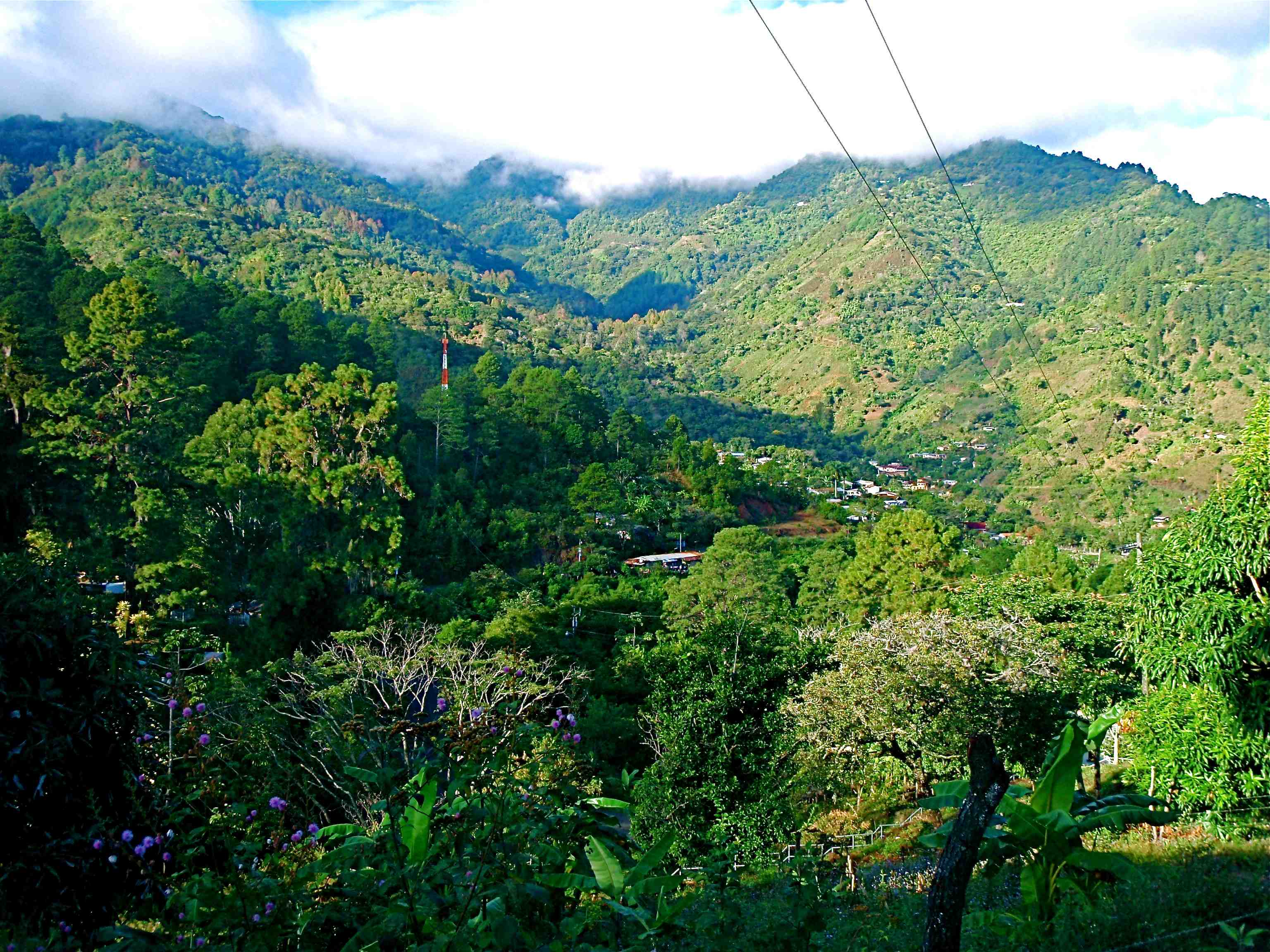
Parque nacional La Tigra, el primer parque nacional de Honduras, acopla una gran variedad de flora y fauna local.

#### Parque nacional La Tigra
El parque nacional La Tigra tiene un área tota de 243,40 km² que comprende la zona núcleo y su zona de amortiguamiento, el parque tiene límites con cinco municipios que son: Distrito Central, San Juan de Flores, Santa Lucía, Valle de Ángeles y Talanga. De ellos el que tiene su mayor cobertura es el Distrito Central, cuenta con cuatro ecosistemas que son:
1. Sistema agropecuario
2. Bosque tropical siempre verde estacional aciculifoliado montano inferior
3. Bosque tropical siempre verde estacional mixto montano inferior
4. Bosque tropical siempre verde estacional latifoliado montano superior.

El bosque seco subtropical está ubicado en la zona norte del parque y es el que tiene menor cantidad de área. La Tigra tiene una gran variedad de flora y fauna, entre la vegetación podemos mencionar especies de árboles como el pino de Ocote, roble, encino, liquidámbar y el aguacatillo. También hay diversidad de helechos, seis de ellos en peligro de extinción los cuales son protegidos por AMITIGRA.
Entre la fauna hay especies de mamíferos, anfibios, reptiles y aves que son los grupos más comunes y que podemos observar dentro del parque, se sabe que viven animales como: tigrillos, guatusas, venados Cola Blanca, Micos de Noche, pumas y Yaguaroundis al igual que aves como los jilgueros, pavas de monte, quetzales, gavilanes y tucanes.

#### Zoológico Metropolitano del Picacho
El Zoológico Metropolitano del Picacho está ubicado en El Picacho, con una extraordinaria vista de la ciudad dentro de un bosque de robles y pinos. El zoológico ofrece una opción para conocer algunos de los animales nativos de Honduras. Destaca un jaguar, el felino más grande de América y nativo de Honduras, así como una colección muy completa de venados cola blanca y monos araña. Con un total de 310 animales, con 20 especies diferentes de mamíferos, 23 de aves y 7 de reptiles. El área total del zoológico es de unas 22 manzanas.

### Parques

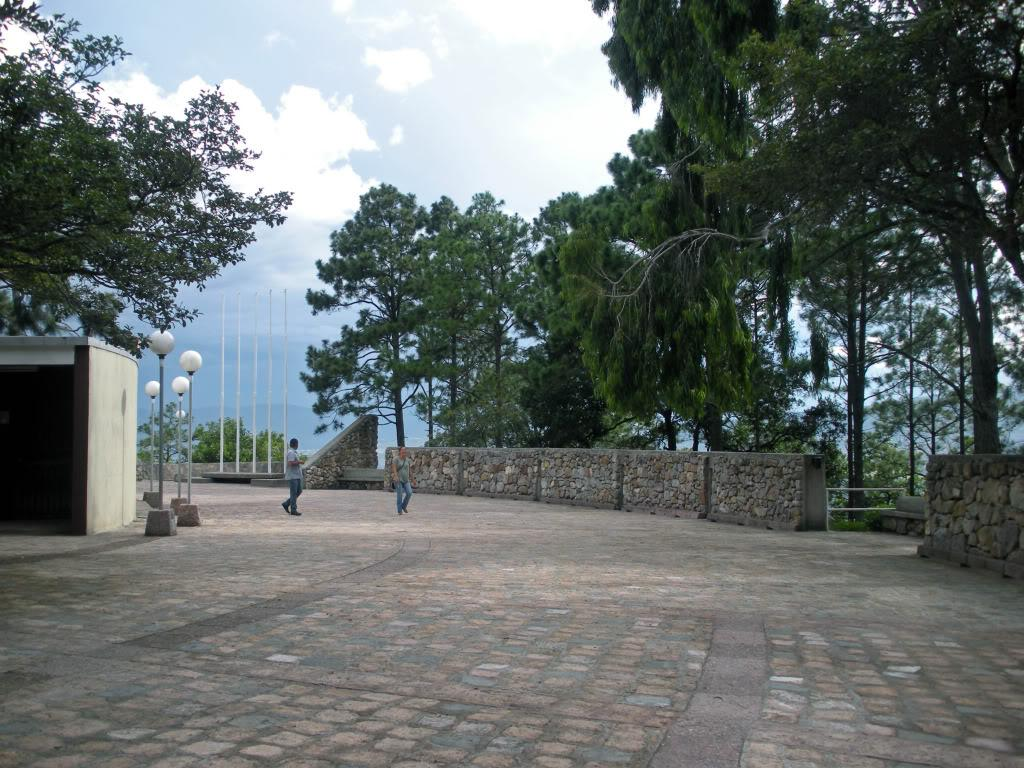
Parque nacional de El Picacho, popular mirador con vistas panorámicas de la ciudad.

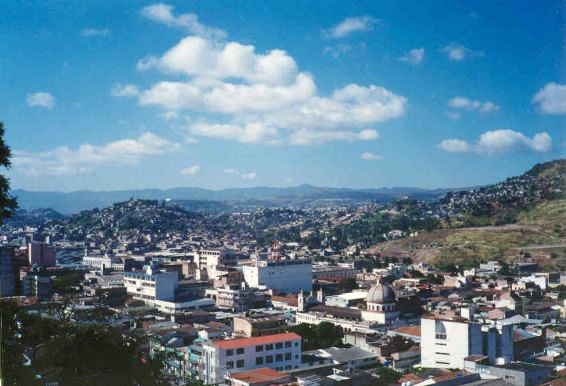
Vista del centro de la ciudad desde el parque de La Leona.

Tegucigalpa tiene una variedad de parques de distintas escalas y diseños, desde parques coloniales y más formales como el parque Herrera en su centro histórico, a parques más grandes y boscosos como el parque nacional de El Picacho. Dada su topografía montañosa, Tegucigalpa tiene varios parques públicos emblemáticas y populares por sus vistas panorámicas de la ciudad.
Algunos de los parques más emblemáticos de la ciudad son:
- El parque de La Leona, donde se puede apreciar una buena vista panorámica de la ciudad. Ubicado en el centro de la ciudad es un buen lugar para apreciar los barrios más históricos de la ciudad.

- El parque nacional de El Picacho o el parque de las Naciones Unidas, cuenta con una impresionante vista desde sus miradores, es el lugar ideal para tomar excelentes fotografías de la ciudad. Aquí también está ubicado un pequeño zoológico de especies nativas de Honduras y el monumento El Cristo del Picacho. Este parque fue abierto al público el 2 de agosto de 1946.

- El parque cerro Juana Lainez ha sido un ícono de la historia cívica y militar, actualmente es un símbolo inconfundible de Tegucigalpa, con su monumento a La Paz. Es uno de los principales miradores de donde se puede ver los cuatro puntos cardinales de la ciudad, también un pulmón ecológico que vale la pena conservar, recientemente se ha establecido aquí una base de bomberos forestales. Aunque no ha sido explotado para uso turístico como debería ser, pues no existen las condiciones de servicios y seguridad, sigue siendo muy visitado; con frecuencia se utiliza como zona de prácticas previo los desfiles patrios... y para otro tipo de prácticas "cuasi estudiantiles". Se realizan diversas ceremonias, entre estas las detonaciones de los cañones e izado de la bandera para las festividades de septiembre y octubre.

- El parque Central, ubicado frente la catedral de San Miguel Arcángel, es uno de los parques más concurridos de la ciudad. En él se desarrollan varias actividades de mucho interés social y comercial por su ubicación central. Por el centro del parque pasa la calle Peatonal, uno de los ejes comerciales más importantes del centro que conecta muchos de los centros culturales más importantes de la ciudad como el Teatro Nacional Manuel Bonilla y el Museo del Hombre Hondureño.

- Parque España o parque Alfonso XIII, es un parque y mirador que ofrece amplios espacios para descansar y recreación así como inigualables vistas hacia la zona del bulevar Morazán y El Hatillo. En el centro de la plaza en forma octagonal se encuentra una estatua de su majestad el rey Alfonso XIII de España.

- El parque del Redondel de los Artesanos, a la par del Centro Cultural de España en la Colonia Palmira, cuenta con un auditorio municipal al aire libre, en él se desarrollan conciertos, obras de teatro y ferias, y es el punto de salida para las Recreovías por la Paz el tercer domingo de cada mes. Fue inaugurado el 1 de octubre de 1973 con la tradicional Feria de los Artesanos que le da nombre. Cuenta igualmente con una estatua dedicada al pintor primitivista José Antonio Velásquez.

## Economía
El Distrito Central tiene una economía equivalente al 19,3 por ciento del PIB del país. En 2009, el presupuesto de ingresos y egresos de la ciudad fue de L. 2 856 439 263 (US$ 151 214 182) mientras que en 2010 fue de L. 2 366 993 208 (US$ 125 204 606). El 57,9 por ciento o L.43.860 millones (US $ 2.318 millones) del presupuesto nacional del país se gasta en el Distrito Central.

Tegucigalpa es la ciudad que cuenta el mayor Índice de desarrollo humano de Honduras, el cual es de 0.859, muy superior al de San Pedro Sula (0.720), aunque se mantiene menor que el resto de capitales centroamericanas superando únicamente a Managua, Nicaragua.

## Clima

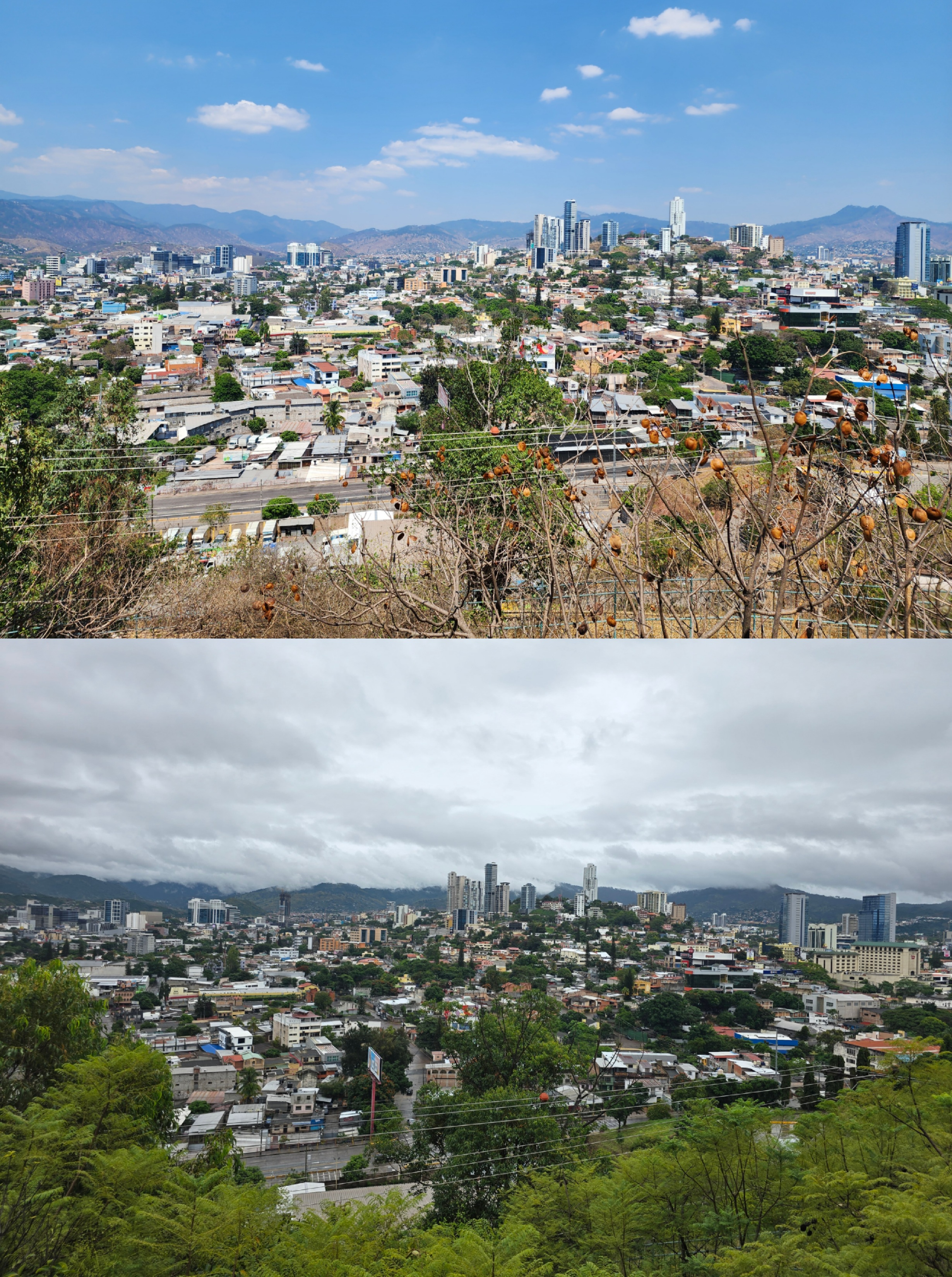
Cambios estacionales en árboles caducifolios en Tegucigalpa, Honduras

Tegucigalpa presenta una forma moderada de un clima tropical de sabana (clasificación climática de Köppen: Aw); lo que significa menos húmedo que los valles más bajos y las regiones costeras. Cuenta con dos temporadas, la temporada seca y fría que comienza en noviembre y finaliza en marzo y la temporada lluviosa y cálida que inicia en abril y finaliza en octubre.
El promedio de horas de sol por mes durante el año es 211,2 y el promedio de días lluviosos por mes es de 8,9. El promedio de horas de sol durante la estación seca es de 228 por mes, mientras que 182,5 milímetros (7,19 pulgadas) es el promedio de precipitación mensual durante la estación húmeda. Los meses más lluviosos de la temporada de lluvias es de mayo-junio y septiembre-octubre, con un promedio 16.2 días de lluvia durante esos períodos. En Tegucigalpa, la temporada de lluvia es húmeda y nublada, la temporada seca es mayormente despejada y es caliente durante todo el año. Durante el transcurso del año, la temperatura generalmente varía de 15 °C a 30 °C y rara vez baja a menos de 12 °C o sube a más de 31 °C.
| Parámetros climáticos promedio de Tegucigalpa (Aeropuerto de Tegucigalpa) | Parámetros climáticos promedio de Tegucigalpa (Aeropuerto de Tegucigalpa) | Parámetros climáticos promedio de Tegucigalpa (Aeropuerto de Tegucigalpa) | Parámetros climáticos promedio de Tegucigalpa (Aeropuerto de Tegucigalpa) | Parámetros climáticos promedio de Tegucigalpa (Aeropuerto de Tegucigalpa) | Parámetros climáticos promedio de Tegucigalpa (Aeropuerto de Tegucigalpa) | Parámetros climáticos promedio de Tegucigalpa (Aeropuerto de Tegucigalpa) | Parámetros climáticos promedio de Tegucigalpa (Aeropuerto de Tegucigalpa) | Parámetros climáticos promedio de Tegucigalpa (Aeropuerto de Tegucigalpa) | Parámetros climáticos promedio de Tegucigalpa (Aeropuerto de Tegucigalpa) | Parámetros climáticos promedio de Tegucigalpa (Aeropuerto de Tegucigalpa) | Parámetros climáticos promedio de Tegucigalpa (Aeropuerto de Tegucigalpa) | Parámetros climáticos promedio de Tegucigalpa (Aeropuerto de Tegucigalpa) | Parámetros climáticos promedio de Tegucigalpa (Aeropuerto de Tegucigalpa) |
| Mes                                                                       | Ene.                                                                      | Feb.                                                                      | Mar.                                                                      | Abr.                                                                      | May.                                                                      | Jun.                                                                      | Jul.                                                                      | Ago.                                                                      | Sep.                                                                      | Oct.                                                                      | Nov.                                                                      | Dic.                                                                      | Anual                                                                     |
| ------------------------------------------------------------------------- | ------------------------------------------------------------------------- | ------------------------------------------------------------------------- | ------------------------------------------------------------------------- | ------------------------------------------------------------------------- | ------------------------------------------------------------------------- | ------------------------------------------------------------------------- | ------------------------------------------------------------------------- | ------------------------------------------------------------------------- | ------------------------------------------------------------------------- | ------------------------------------------------------------------------- | ------------------------------------------------------------------------- | ------------------------------------------------------------------------- | ------------------------------------------------------------------------- |
| Temp. máx. abs. (°C)                                                      | 33.0                                                                      | 34.5                                                                      | 35.5                                                                      | 36.6                                                                      | 36.9                                                                      | 34.5                                                                      | 35.9                                                                      | 36.9                                                                      | 34.2                                                                      | 34.8                                                                      | 32.8                                                                      | 31.4                                                                      | 36.9                                                                      |
| Temp. máx. media (°C)                                                     | 25.7                                                                      | 27.4                                                                      | 29.5                                                                      | 30.2                                                                      | 30.2                                                                      | 28.6                                                                      | 27.8                                                                      | 28.5                                                                      | 28.5                                                                      | 27.3                                                                      | 26.0                                                                      | 25.4                                                                      | 27.9                                                                      |
| Temp. media (°C)                                                          | 19.5                                                                      | 20.4                                                                      | 22.1                                                                      | 23.4                                                                      | 23.6                                                                      | 22.6                                                                      | 22.1                                                                      | 22.4                                                                      | 22.2                                                                      | 21.5                                                                      | 20.4                                                                      | 19.7                                                                      | 21.7                                                                      |
| Temp. mín. media (°C)                                                     | 14.3                                                                      | 14.5                                                                      | 15.5                                                                      | 17.1                                                                      | 18.2                                                                      | 18.2                                                                      | 18.0                                                                      | 18.0                                                                      | 17.9                                                                      | 17.6                                                                      | 16.3                                                                      | 15.0                                                                      | 16.7                                                                      |
| Temp. mín. abs. (°C)                                                      | 4.5                                                                       | 7.2                                                                       | 4.7                                                                       | 8.9                                                                       | 11.1                                                                      | 12.4                                                                      | 12.6                                                                      | 12.2                                                                      | 11.0                                                                      | 10.0                                                                      | 7.7                                                                       | 6.8                                                                       | 4.5                                                                       |
| Precipitación total (mm)                                                  | 5.3                                                                       | 4.7                                                                       | 9.9                                                                       | 42.9                                                                      | 143.5                                                                     | 158.7                                                                     | 130.3                                                                     | 133.5                                                                     | 177.2                                                                     | 108.9                                                                     | 41.9                                                                      | 9.9                                                                       | 966.7                                                                     |
| Días de lluvias (≥ 1.0 mm)                                                | 1                                                                         | 1                                                                         | 1                                                                         | 2                                                                         | 9                                                                         | 12                                                                        | 9                                                                         | 9                                                                         | 13                                                                        | 10                                                                        | 4                                                                         | 2                                                                         | 73                                                                        |
| Horas de sol                                                              | 220.1                                                                     | 231.7                                                                     | 269.7                                                                     | 246.0                                                                     | 217.0                                                                     | 171.0                                                                     | 192.2                                                                     | 204.6                                                                     | 183.0                                                                     | 201.5                                                                     | 198.0                                                                     | 210.8                                                                     | 2545.6                                                                    |
| Humedad relativa (%)                                                      | 71                                                                        | 66                                                                        | 62                                                                        | 60                                                                        | 67                                                                        | 75                                                                        | 74                                                                        | 73                                                                        | 76                                                                        | 78                                                                        | 77                                                                        | 75                                                                        | 71.2                                                                      |
| Fuente n.º 1: World Meteorological Organization                           |                                                                           |                                                                           |                                                                           |                                                                           |                                                                           |                                                                           |                                                                           |                                                                           |                                                                           |                                                                           |                                                                           |                                                                           |                                                                           |
| Fuente n.º 2: Observatorio de Hong Kong.                                  |                                                                           |                                                                           |                                                                           |                                                                           |                                                                           |                                                                           |                                                                           |                                                                           |                                                                           |                                                                           |                                                                           |                                                                           |                                                                           |

### Contaminación
La contaminación junto con la violencia es uno de los principales problemas que afectan a la ciudad, desde ya algunas décadas. Durante algunos meses del año la ciudad se ve cubierta por una extensa capa de smog, el cual puede ser producido debido a la quema de desechos tóxicos o bosques cercanos a la ciudad, así como el humo expulsado por la gran cantidad de vehículos que circulan por la metrópoli. Aunque también puede ser causada por la combustión de carbón, madera o biomasa.

En mayo de 2014, un estudio reveló que Tegucigalpa es la ciudad con el aire más contaminado en Centroamérica, y una de las capitales más contaminadas de Latinoamérica (junto a Ciudad de México, Lima, Buenos Aires, Bogotá, Santiago de Chile y Ciudad de Guatemala entre otras). La contaminación urbana en Tegucigalpa provoca también un declive económico, ya que anualmente el país sufre pérdidas de hasta mil millones de lempiras.

## Política y gobierno

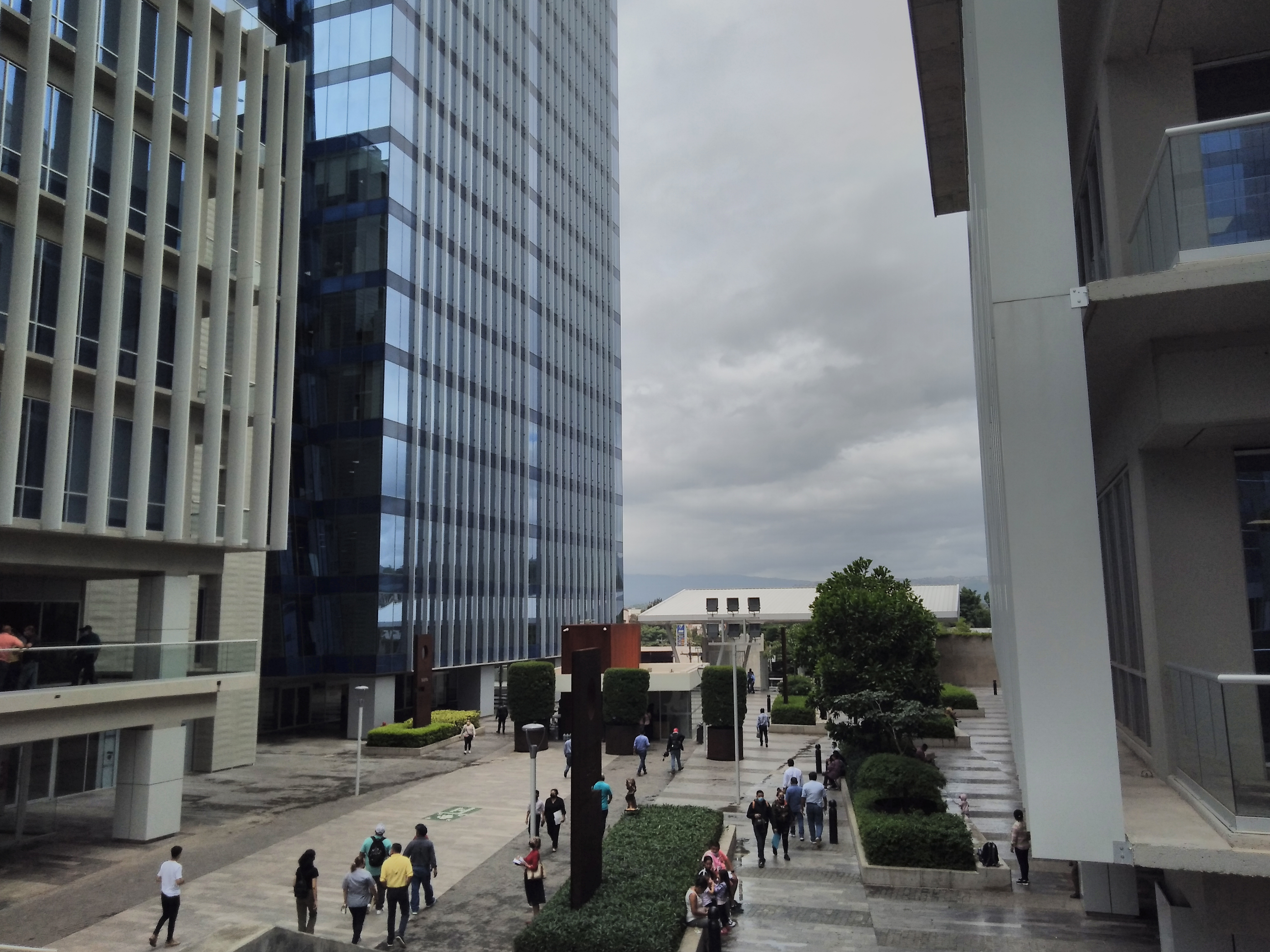
Centro cívico frente al palacio presidencial.

Como capital de Honduras, como cabecera departamental y como municipio, el Distrito Central es la sede de tres gobiernos: el gobierno nacional, el gobierno departamental y el gobierno municipal. Antes de 1991, el gobierno central ejercía mayor jurisdicción sobre la ejecución del manejo municipal en todo el país, lo cual causaba una representación admistrativa dispareja y una distribución inadecuada de recursos y de gobernabilidad. Como resultado, a finales de 1990, bajo el Decreto n.º 134-90, el Congreso Nacional de Honduras aprobó la Ley de Municipalidades, dándole una definición más clara a las instituciones municipales y departamentales, sus representantes y sus funciones para así darle autonomía a los gobiernos locales y descentralizarlos del gobierno nacional.
Aunque autónomo, el Distrito Central es influenciado por el gobierno nacional siendo que el territorio es la sede del gobierno de la república. Cambios importantes en la estructura política del municipio y el financiamiento de grandes proyectos deben ser presentados ante el Despacho Presidencial y aprobados por el Congreso Nacional antes de ser ejecutados por el gobierno local.

### Distrito Central

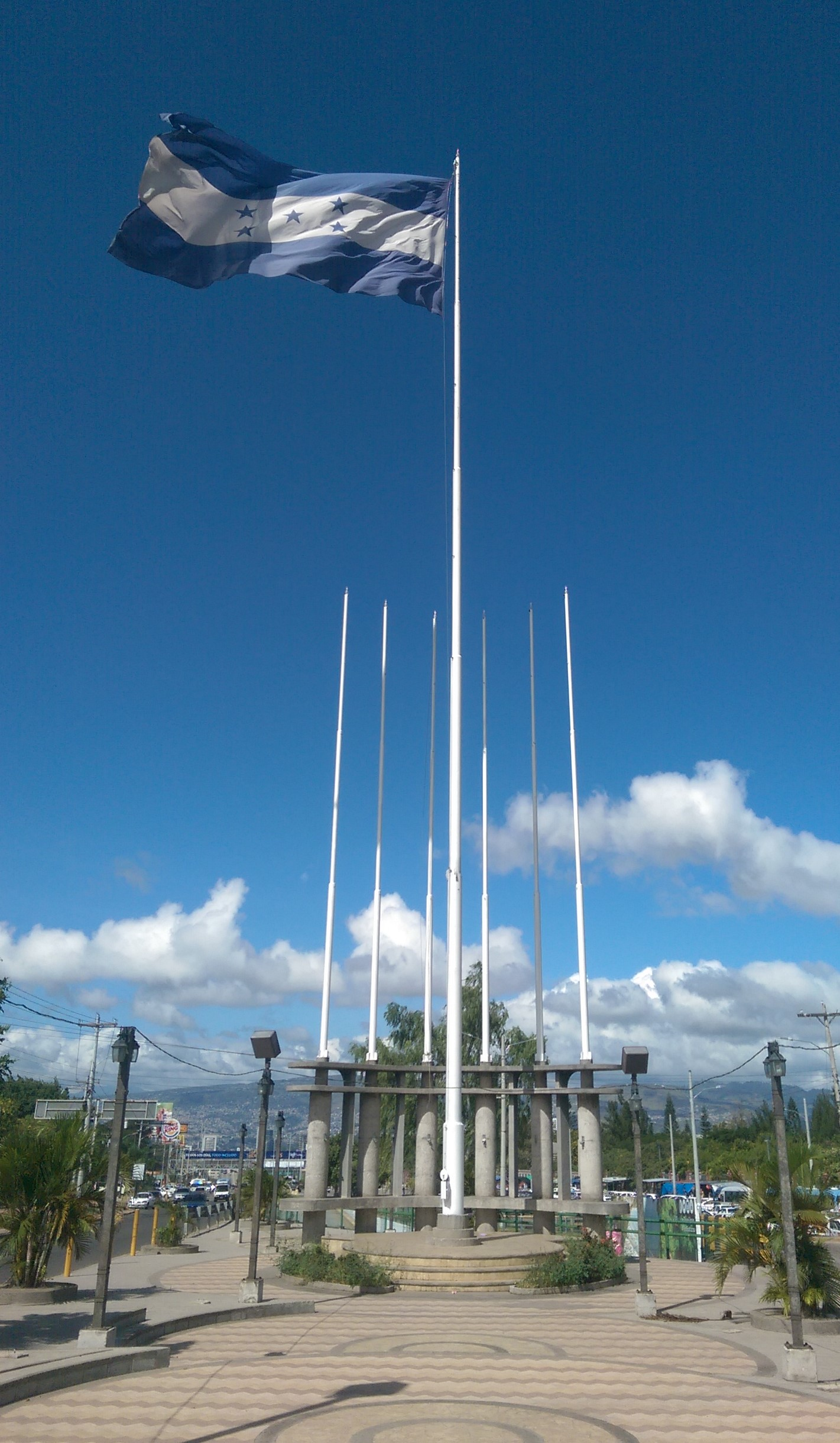
Plaza en Tegucigalpa

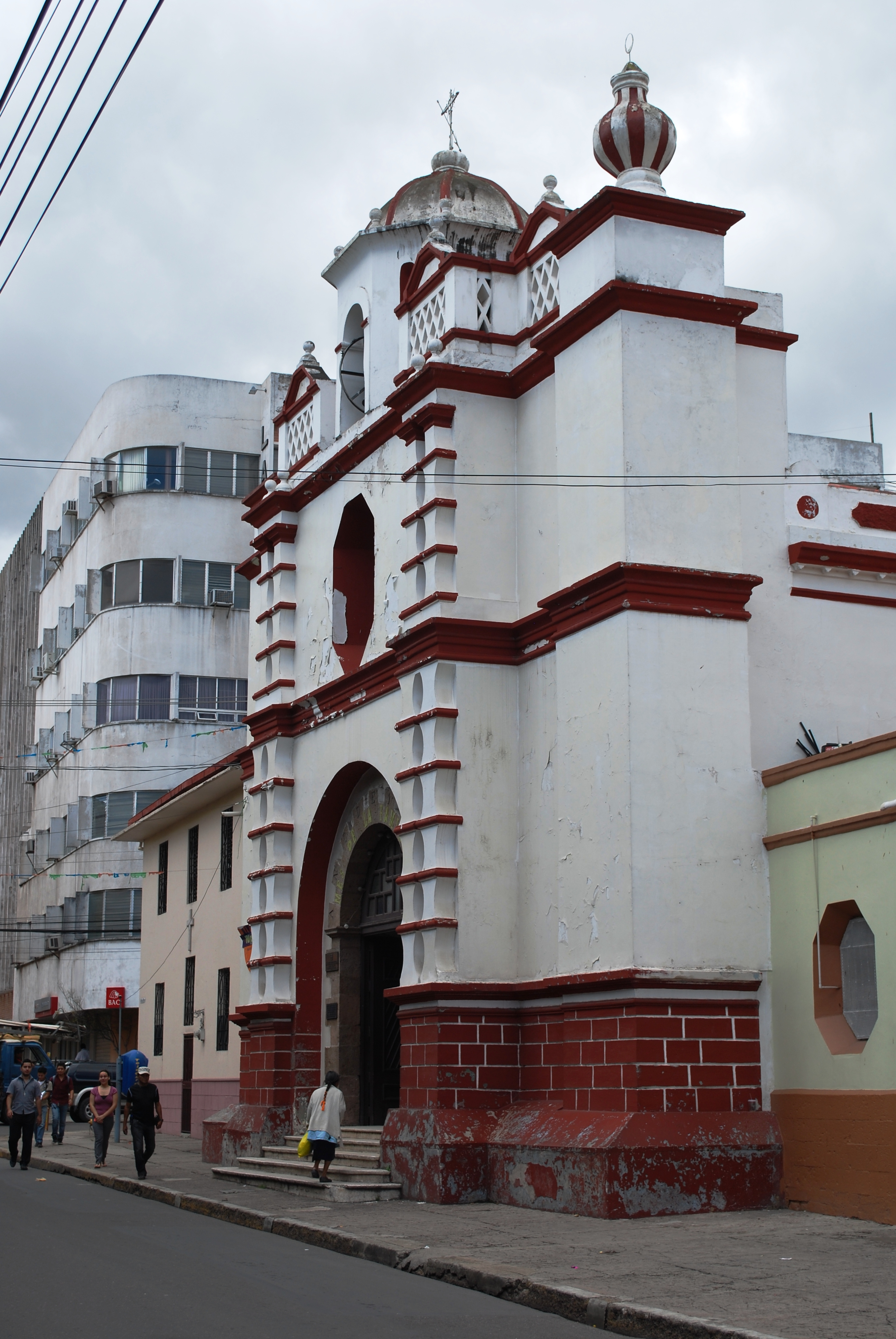
Iglesia de La Inmaculada Concepción en Comayagüela.

El Municipio del Distrito Central es constitucionalmente la capital de Honduras mientras que Tegucigalpa y Comayagüela son dos entidades dentro del municipio, que en su tiempo fueron ciudades y municipios propios hasta ser incorporados en un solo municipio y una sola ciudad, por la necesidad de poder asentar oficinas gubernamentales de ambos lados de la cuenca del río Choluteca.
La actual Constitución de Honduras, en su Título I, Capítulo I, Artículo 8 declara:
Las ciudades de Tegucigalpa y Comayagüela, conjuntamente, constituyen la capital de la República.
Además, en su Título V, Capítulo XI, Artículo 295 declara:
El Distrito Central lo forman en un solo municipio los antiguos de Tegucigalpa y Comayagüela.
Popularmente se identifica a Tegucigalpa como la capital, siendo que fue Tegucigalpa quien ocupara dicho título antes de compartirlo con Comayagüela. Aunque legal y políticamente hablando son una sola ciudad, tradicionalmente, se les sigue identificando como dos ciudades hermanas o gemelas, dado a la historia detrás de sus inicios.
Hoy en día, es correcto decir que Tegucigalpa es la capital de Honduras, también es correcto decir que Tegucigalpa y Comayagüela, juntas, son la capital de Honduras; y por último, a partir de su formación el 30 de enero de 1937 bajo el Decreto n.º 53 del reformado Artículo 179 de la Constitución de Honduras de 1936 es correcto decir que el Distrito Central es la capital.
Cabe resaltar que en Honduras los municipios se definen como divisiones administrativas de los departamentos y no necesariamente como una sola ciudad, por lo cual un municipio puede contener más de una ciudad o poblado, incluyendo su cabecera municipal que en el caso de Honduras tiende a ser la ciudad homónima y más poblada del municipio; aunque para propósitos administrativos y legales, la alcaldía municipal es la autoridad dentro de la ciudad cabecera y el resto del municipio.

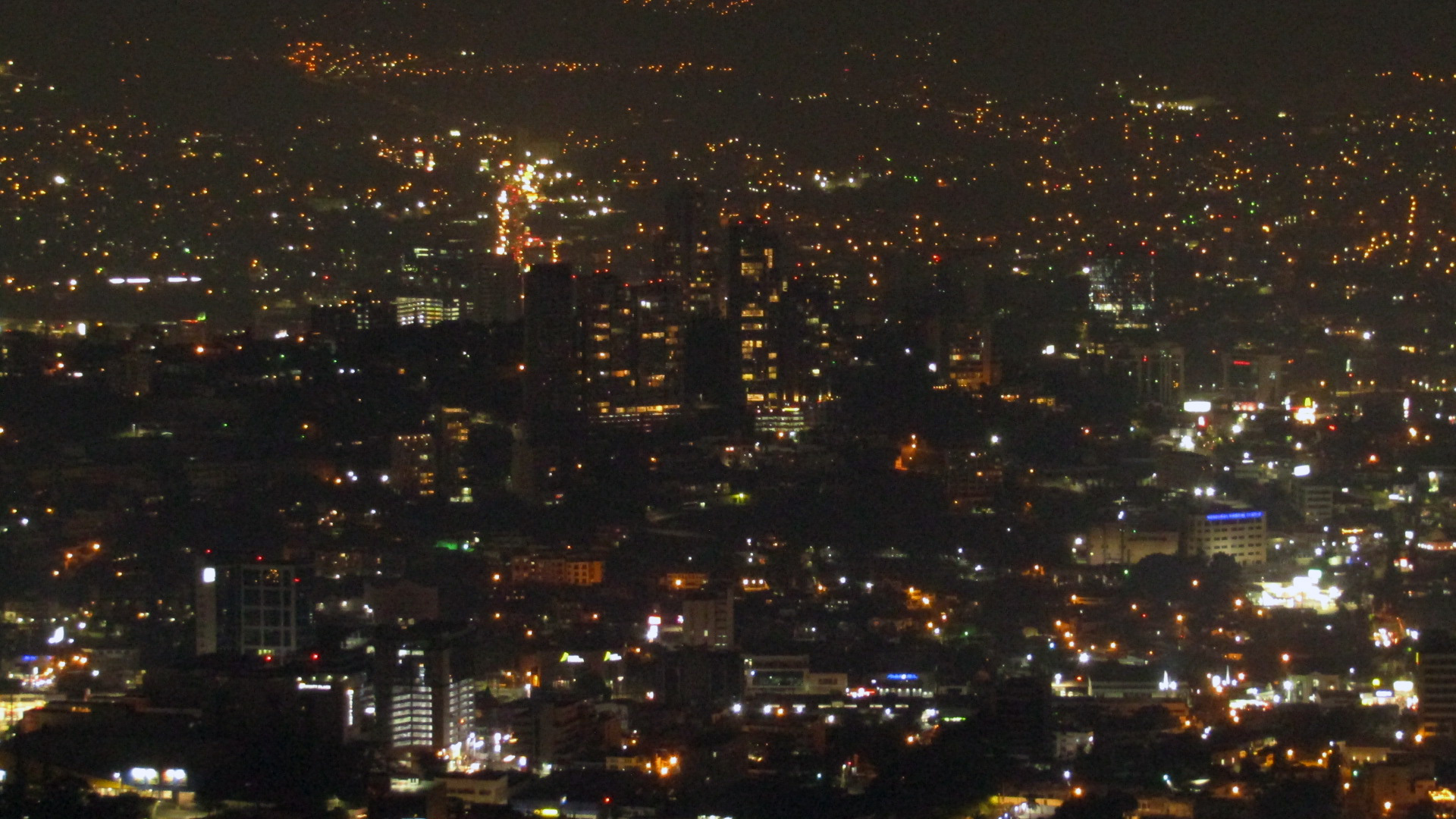
Vista al distrito central de noche.

Un ejemplo, el Municipio del Distrito Central es el municipio más poblado de Honduras y el área metropolitana de Tegucigalpa y Comayagüela forman la ciudad más grande y más poblada del país, aun así, el Distrito Central no es el municipio más grande de Honduras cuando en términos de superficie administrativa se habla (territorio). Aunque es el municipio más grande de Francisco Morazán, es únicamente el decimocuarto más grande de Honduras, habiendo 13 municipios más grandes en términos de área administrativa pero no en población. Los dos municipios más grandes de Honduras son Puerto Lempira y Catacamas en los departamentos de Gracias a Dios y Olancho, respectivamente. Otro ejemplo se observa en la ciudad de La Ceiba, cabecera municipal del municipio homónimo, uno de los ocho municipios del departamento de Atlántida. La Ceiba es la ciudad más grande de Atlántida y la tercera ciudad más grande de Honduras, en términos de población y área urbana, pero el Municipio de La Ceiba es solo el segundo municipio más grande de Atlántida, siendo el Municipio de Tela el más grande de dicho departamento, aunque menos poblado, por lo cual la ciudad de Tela no se considera la ciudad más grande de Atlántida.
Además del urbe de Tegucigalpa y Comayagüela, el Distrito Central también cuenta con 41 aldeas y 293 caseríos, estos son pequeños poblados en las zonas rurales del municipio cuyas poblaciones varían entre unas cuantas docenas en los caseríos más pequeños hasta unos cuantos miles, en las aldeas más pobladas. Para propósitos administrativos, la ley municipal permite asignarles alcaldes auxiliares o patronatos para actuar como representantes locales.

### Gobierno central y departamental

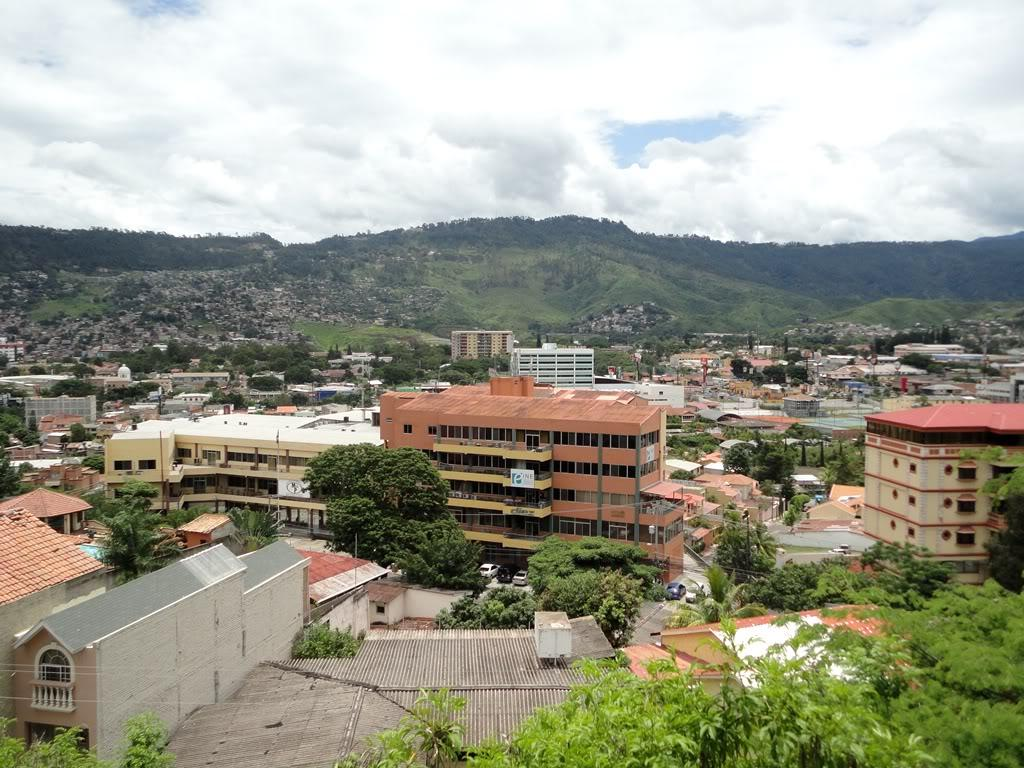
Oficinas centrales del Instituto Nacional de Estadísticas (INE) y del Ministerio Público (MP), ubicadas en Residencial Lomas del Guijarro.

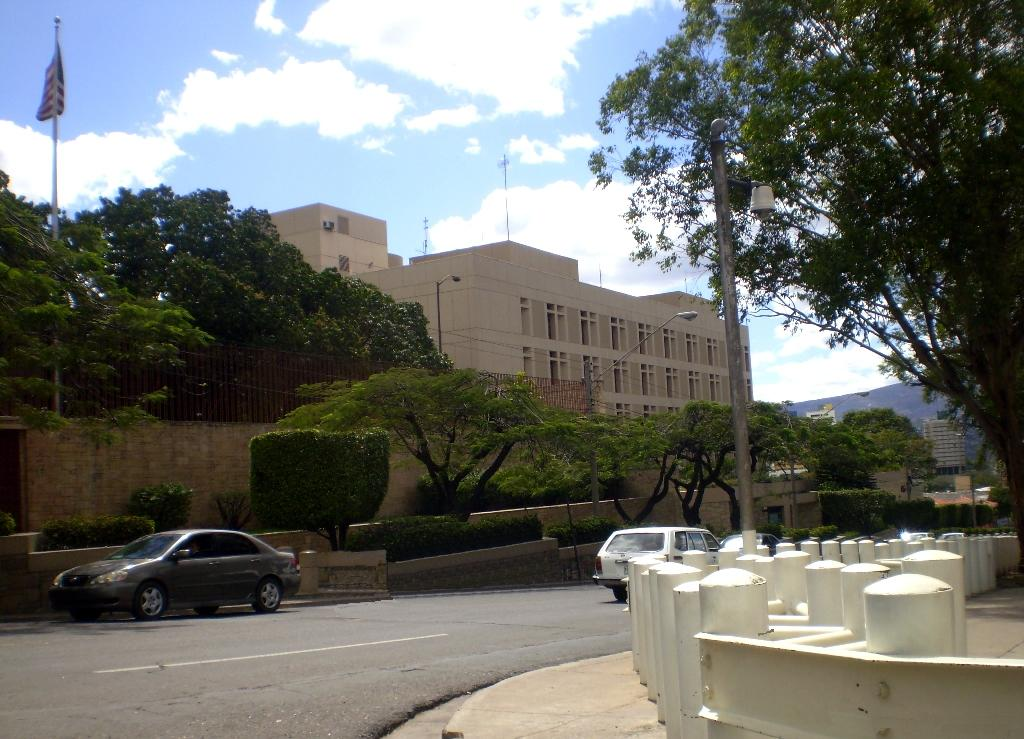
La Embajada de los Estados Unidos sobre la avenida La Paz en la Colonia San Carlos.

El Distrito Central es el centro político y administrativo de Honduras. Es la sede de los tres poderes del gobierno nacional y sus dependencias, incluyendo de la mayoría de las agencias públicas y empresas estatales. La capital es sede de todas las misiones diplomáticas que mantienen presencia en Honduras, con la excepción de Filipinas, cuyo consulado en el país se encuentra en San Pedro Sula. Actualmente se ubican 23 embajadas y 16 consulados en Tegucigalpa, representando a todos los países centroamericanos, la mayoría de los sudamericanos, 14 países europeos incluyendo Rusia, tres países caribeños, dos países asiáticos, Canadá, Estados Unidos, México y Sudáfrica.
La residencia oficial y despacho del Ejecutivo, la Casa Presidencial, se encuentra sobre el bulevar Juan Pablo II en la colonia Los Profesionales, el Congreso Nacional se encuentra en el centro histórico de Tegucigalpa sobre la calle Bolívar del barrio La Merced y la Corte Suprema de Justicia se encuentra en el Centro Cívico Gubernamental localizado a un costado del distribuidor vial del bulevar Fuerzas Armadas y el bulevar Kuwait, al sur del Centro Comercial Mall las Cascadas. La capital es también la sede de la Policía Nacional, de las Fuerzas Armadas y de la mayoría de las instituciones financieras del país, tanto públicas como privadas.
El Distrito Central es también la sede del gobierno del departamento de Francisco Morazán encabezado por el gobernador político departamental. El gobernador es nombrado por el presidente de la república y a su vez este primero es el representante del ejecutivo nacional a nivel departamental. Históricamente, el gobernador político departamental ha tenido un papel menos visible en el marco político y administrativo del país a nivel departamental y municipal al grado que sus incumbentes han declarado que el gobernador necesita una autonomía y autoridad más evidente así como sucede en otros países como México y los Estados Unidos. El gobernador político actual es Rigoberto Herrera del Partido Nacional durante el periodo de 2010-2014 y devenga un sueldo base mensual de 35,000 lempiras (US$1,725).
A nivel nacional, el departamento de Francisco Morazán está representado por 23 de los 128 diputados que constituyen el Congreso Nacional. Así mismo, el Distrito Central como el resto de los municipios, es miembro de la Asociación de Municipios de Honduras (AMHON), quien observa los intereses municipales dentro del marco civil y político del país y actúa como enlace a nivel nacional.

### Gobierno local
El gobierno local toma forma dentro de un sistema donde los poderes del ejecutivo y el legislativo son representativo (electos por voto popular) y compartido (alcalde y regidores), regidos por la Ley de Municipalidades que entró en vigor el 1 de enero de 1991. La Alcaldía Municipal del Distrito Central (AMDC) es la autoridad gubernamental de la ciudad y municipio cuya sede de gobierno se encuentra en el centro histórico de Tegucigalpa frente al parque Central. Como lo establece la Ley de Municipalidades, la AMDC está estructurada en una corporación municipal, cual es el órgano deliberativo de la municipalidad, electa por el pueblo y máxima autoridad dentro del término municipal.
La corporación municipal está formada por un alcalde quien actúa como jefe ejecutivo, administrador general y representante legal del municipio y un vicealcalde quien asume el puesto del alcalde al ser requerido y supervisa las funciones dentro de la AMDC según le indique el alcalde. El alcalde y vicealcalde devengan un sueldo base mensual de L. 61 000 (US$3.000) y L. 55 000 (US$2.700), respectivamente.
La corporación municipal también la integran diez regidores quienes constituyen el poder legislativo y deliberativo dentro del municipio y juntos con el alcalde ejecutan sus obligaciones delegadas por la Ley de Municipalidades, incluyendo la administración del municipio, sus normas presupuestarias y la legislación de leyes y ordenanzas a nivel municipal. Los regidores devengan un sueldo base mensual de L. 55 000 (US$ 2700).
Un gerente general, nombrado por el alcalde, actúa como jefe de auditoría encargado del manejo, recaudación y repartición de fondos de la comuna municipal. Una secretaría municipal, también nombrada por el alcalde, actúa como oficiadora legal encargada del registro oficial de todos los procedimientos legales. La corporación municipal también cuenta con un Consejo de Desarrollo Municipal el cual actúa como gabinete de asesoría en todas las áreas de enfoque de la ciudad, como el desarrollo social, la seguridad, servicios públicos, etc.

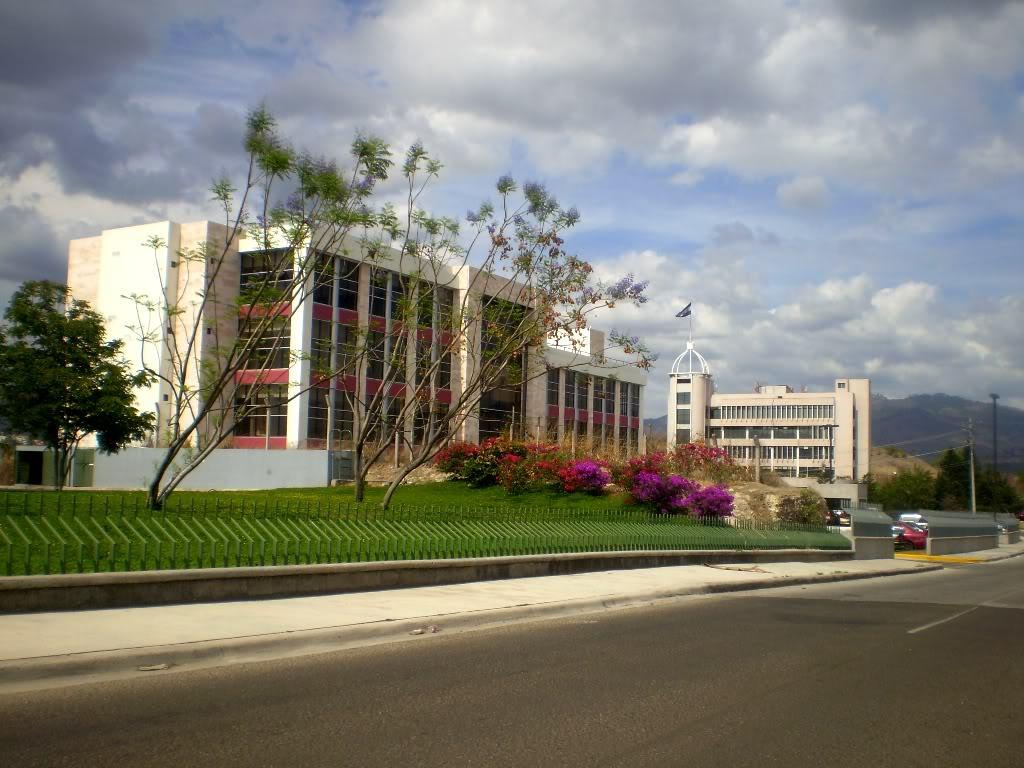
El Centro Cívico Gubernamental, recinto de la Corte Suprema de Justicia y de la Secretaría de Relaciones Exteriores.

### Administración actual
El actual alcalde del Distrito Central es Jorge Aldana quien pertenece al Partido Libertad y Refundación (Libre), después de ganar la elección de 2021. Aldana es la novena persona electa en ocupar el puesto de alcalde del Distrito Central desde que las elecciones locales fueron restablecidas en 1986. Antes de 1986, el gobierno local del Distrito Central, conocido como Consejo Metropolitano, era designado por el presidente de la República. Esta es la décima elección desde entonces.
De los diez regidores actuales, seis son hombres y cuatro son mujeres. Cinco pertenecen al Partido Libertad y Refundación mientras que otros cuatro pertenecen al Partido Nacional (PNH) y uno pertenece al Partido Demócrata Cristiano (DC).
Tanto el alcalde y como los regidores son electos a un término de cuatro años por los votantes del Distrito Central. La destitución del alcalde o cualquier regidor por cualquier causa queda reservada a la Secretaría del Interior y Población (antes Secretaría de Gobernación y Justicia).

#### Alcalde de Tegucigalpa
- Anexo:Alcaldes de Tegucigalpa

El alcalde de Tegucigalpa es el periodista Jorge Aldana, fue elegido para administrar el gobierno de la capital en el periodo 2022-2026 (actual).
Corporación Municipal 2022-2026
La presente administración está conformada de la siguiente manera:
| Título          | Nombre                          | Partido Político               |
| --------------- | ------------------------------- | ------------------------------ |
| Alcalde         | Jorge Alejandro Aldana Bardales | Partido Libertad y Refundación |
| Vicealcalde     | José Cárlenton Dávila Mondragón | Partido Salvador de Honduras   |
| Primer Regidor  | Janina Elizabeth Aguilar Galeas | Partido Libertad y Refundación |
| Segundo Regidor | David Guillermo Chávez Madison  | Partido Nacional               |
| Tercer Regidor  | Silvia Margot Sosa Brocato      | Partido Libertad y Refundación |
| Cuarto Regidor  | Karla Teresa López Valladares   | Partido Nacional               |
| Quinto Regidor  | Aurelio Lagos                   | Partido Libertad y Refundación |
| Sexto Regidor   | Ramón Alexis Romero Juárez      | Partido Nacional               |
| Séptimo Regidor | Lidieth Díaz Valladares         | Partido Libertad y Refundación |
| Octavo Regidor  | Cinthia Isabel Murillo Andino   | Partido Nacional               |
| Noveno Regidor  | Dagoberto Suazo Zelaya          | Partido Libertad y Refundación |
| Décimo Regidor  | Godofredo Fajardo Ramírez       | Partido Demócrata Cristiano    |

#### Corporación municipal 2014-2018
La administración anterior estaba conformada de la siguiente manera:
| Título          | Nombre                           | Partido político               |
| --------------- | -------------------------------- | ------------------------------ |
| Alcalde         | Nasry Juan Asfura Zablah         | Partido Nacional               |
| Vicealcalde     | Juan Carlos García Medina        | Partido Nacional               |
| Primer Regidor  | Martín Stuar Fonseca Zúñiga      | Partido Nacional               |
| Segundo Regidor | José Javier Velásquez Cruz       | Partido Nacional               |
| Tercer Regidor  | Erick Ricardo Amador Aguilera    | Partido Nacional               |
| Cuarto Regidor  | Rafael Edgardo Barahona Osorio   | Partido Libertad y Refundación |
| Quinto Regidor  | Marcia Facussé Andonie           | Partido Liberal                |
| Sexto Regidor   | Jorge Alberto Zelaya Munguía     | Partido Nacional               |
| Séptimo Regidor | María Luisa Borjas Vásquez       | Partido Libertad y Refundación |
| Octavo Regidor  | José Carlenton Dávila Mondragón  | Partido Anticorrupción         |
| Noveno Regidor  | Faiz Salvador Sikaffi Canahuati  | Partido Liberal                |
| Décimo Regidor  | Silvia Consuelo Montalván Matute | Partido Nacional               |

#### Presupuesto
El presupuesto de la alcaldía para el año 2016 es de 4,200 millones de lempiras. El PIB per cápita es de ciento cincuenta mil Lempiras.

### Ley y orden
La Policía Nacional de Honduras a través de la Policía Nacional Preventiva es la autoridad uniformada encargada de preservar el orden público y el cumplimiento de la ley. La Policía Nacional mantiene su sede en el Distrito Central en la Colonia Casamata. La Jefatura Metropolitana n.º 1 es la designación al departamento de policía del municipio. Este cuenta con siete distritos policiales dentro de la zona metropolitana.
| Distritos Policiales | Sede          |
| -------------------- | ------------- |
| Distrito 1-1         | El Edén       |
| Distrito 1-2         | El Manchén    |
| Distrito 1-3         | San Miguel    |
| Distrito 1-4         | Kennedy       |
| Distrito 1-5         | El Belén      |
| Distrito 1-6         | La Granja     |
| Distrito 1-7         | San Francisco |

Para 2011, la Secretaría de Seguridad designó dos mil 162 millones de Lempiras (US$ 114 millones de dólares) a seguridad pública e investigación criminal en el Distrito Central.
Según lo establecido por la Ley de Policía y Convivencia Social, los municipios pueden financiar sus propias policías municipales y el Distrito Central opera en la actualidad una Policía Municipal compuesta por aproximadamente 160 oficiales, algunos de ellos asignados a las zonas turísticas de la ciudad. Existe también la Policía de Tránsito, dependencia de la Policía Nacional, encargada de observar el cumplimiento de las leyes de la vía pública. El Departamento Municipal de Justicia a través del Juzgado de Policía Municipal procesa las infracciones locales.
El Ministerio Público de Honduras, con sede en el Distrito Central y jurisdicción a nivel nacional a través de sus fiscalías regionales, está a cargo de la investigación de los delitos y el ejercicio de la acción penal pública representando a la sociedad hondureña. La Procuraduría General de la República, también con la misma sede domiciliar, ejerce la representación legal del Estado en defensa de sus intereses.

## Arquitectura

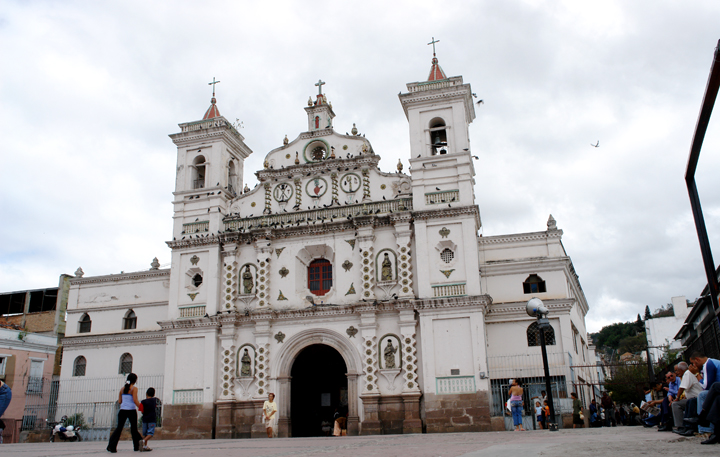
La iglesia de Santa María de los Dolores, construida entre 1732 y 1815 durante la época del virreinato de Nueva España, es uno de los templos católicos más antiguos de la ciudad.

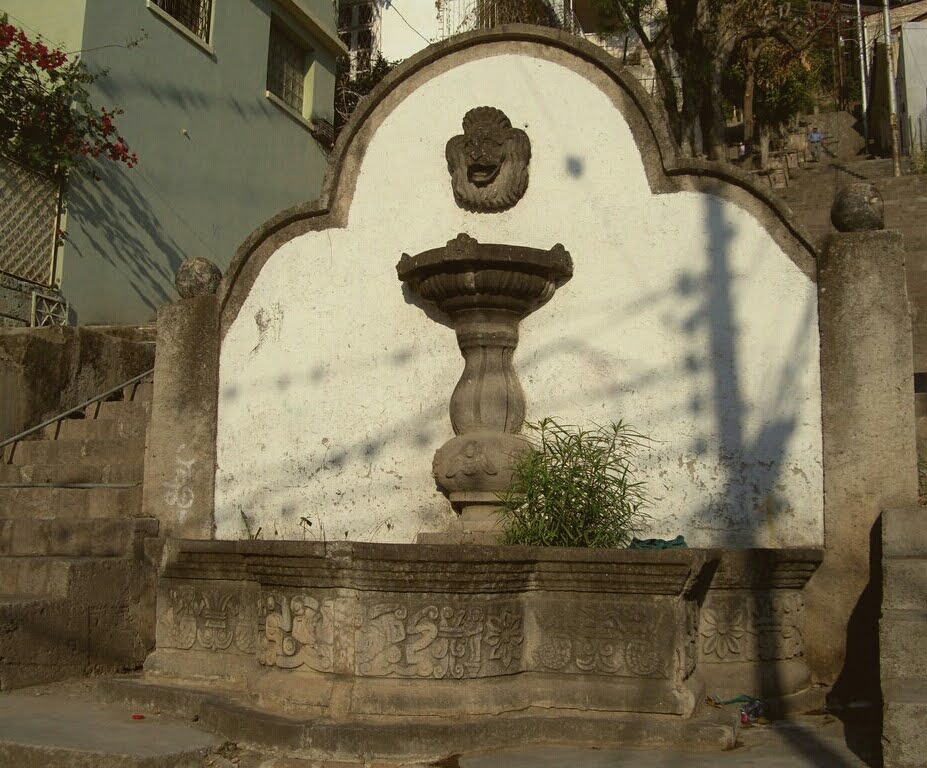
Fuente estilo colonial y escalinata hacia el barrio histórico de La Leona.

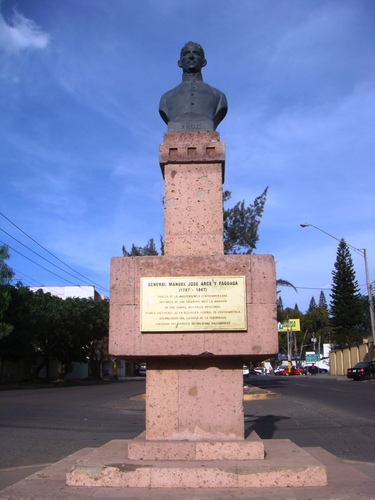
Busto de Manuel José Arce en la avenida los próceres Tegucigalpa Honduras

### SiglosXVIyXIX
El centro histórico de Tegucigalpa conserva algunos interesantes exponentes de la arquitectura colonial de la época de Nueva España que datan de los siglos XVIII y XIX. Algunos de los edificios religiosos más importantes son:
- Iglesia de San Francisco (Tegucigalpa) erigida en el siglo XVI.
- La Catedral de San Miguel situada en el centro de la ciudad.
- El Convento de San Francisco (actual Museo Militar de Honduras).
- El Santuario de la virgen de Suyapa en la Basílica de Suyapa en las afueras, hacia el este.
- Plaza e iglesia de Los Dolores, barrio Abajo en Tegucigalpa.
- Casa de Francisco Morazán

### SigloXX

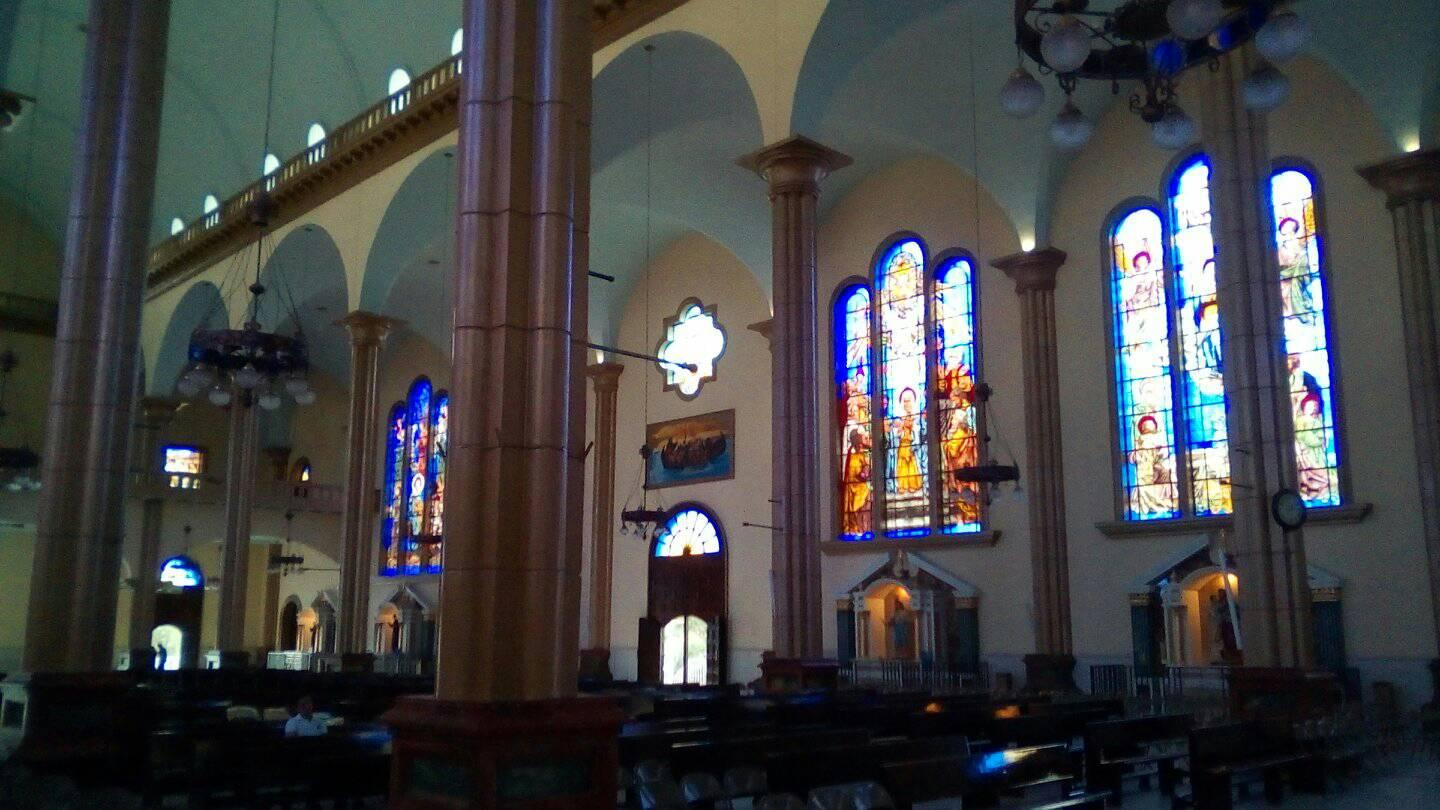
Ventanales en la Basílica de Suyapa un ejemplo de arquitectura del en la ciudad

Entre algunas edificaciones de principios del siglo XX, destacan:
- Edificio Medina Planas.
- Antiguo palacio presidencial.
- Palacio de las Telecomunicaciones.
- Museo para la Identidad Nacional.
- Correo Nacional
- Parque la Leona
- Fuente y escalinata hacia el barrio La leona.
- Teatro Nacional Manuel Bonilla.
- Palacio legislativo del Congreso Nacional.
- Escuela de bellas Artes de Honduras.
- Banco Central de Honduras.
- La Sala Bancatlán.
- Museo de Historia Republicana Villa Roy.
- Palacio Municipal
- Estadio Nacional Tiburcio Carias Andino

## Cultura

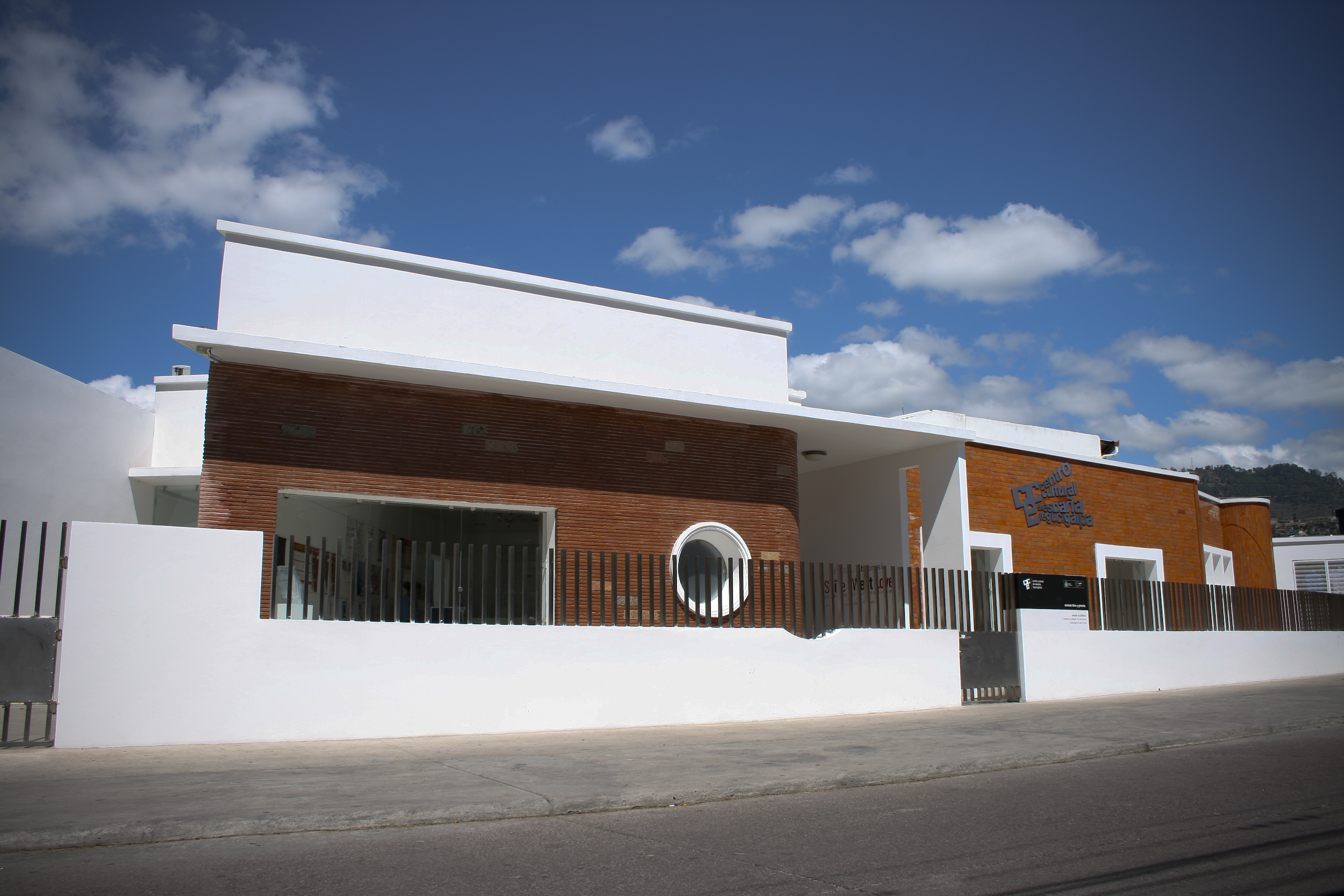
El Centro Cultural de España en Tegucigalpa, centro para artistas y creadores en artes visuales y cine.

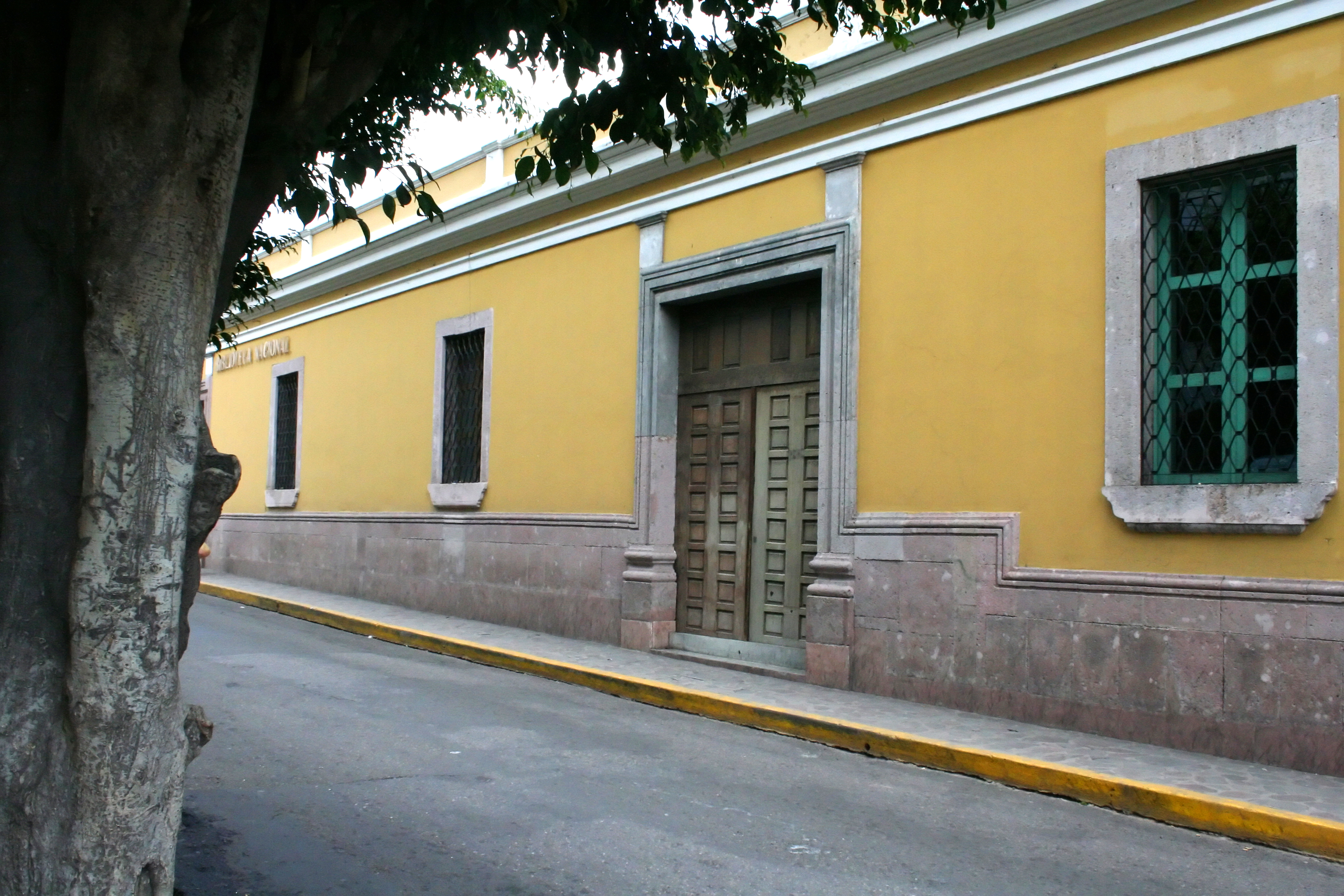
Biblioteca Nacional Juan Ramón Molina, biblioteca nacional del país.

Tegucigalpa se caracteriza por su variado e interesante carácter cultural. La ciudad posee un gran valor cultural que ha estado atrayendo a muchas personas en las últimas décadas, se caracteriza por su bello estilo colonial y moderno a la vez lo que la hace un sitio muy especial.

### Archivos y bibliotecas
Tegucigalpa cuenta con algunas bibliotecas, presentes en solo algunas zonas de la capital, quedando la mayor parte de la capital y áreas escolares sin acceso a bibliotecas públicas. En Tegucigalpa se han realizado también varias "ferias del libro". La ciudad cuenta con una red de bibliotecas y Archivos públicos, entre ellos:
- Archivo Nacional de Honduras, archivo nacional del país
- Biblioteca Nacional Juan Ramón Molina, biblioteca nacional del país
- Biblioteca Reina Sofía, especializada en arte e historia del arte
- Biblioteca Roberto Ramírez, especializada en banca y otros argumentos económico-financieros

La Biblioteca Nacional Juan Ramón Molina es una institución de utilidad pública y contiene más de cuarenta mil volúmenes. La biblioteca es dependiente de la Secretaría de Cultura, Artes y Deportes. Se encuentra en la antigua casa donde nació el general Francisco Morazán. La Biblioteca Reina Sofía ofrece una colección y hemeroteca de más de 4.000 libros artísticos.
Además de las bibliotecas ya mencionadas, en la ciudad también se encuentra la Biblioteca de la Universidad Nacional Autónoma de Honduras para apoyar el desarrollo de la investigación, la docencia y el estudio, proporcionando el acceso a los recursos de información necesarios, propios de la universidad o ajenos a ella.

### Ferias
La ciudad celebra varias ferias como la Feria del Aniversario de Tegucigalpa el 29 de septiembre esta festividad pretende obtener lo mejor de los capitalinos y es una época del año que siempre llena de mucha satisfacción para reunirse. También se celebran otras ferias como AGAFAM (Feria de Asociación de Ganaderos y Agricultores de Francisco Morazán), la Feria del Caballo y la Feria del Emprendedor.

### Museos

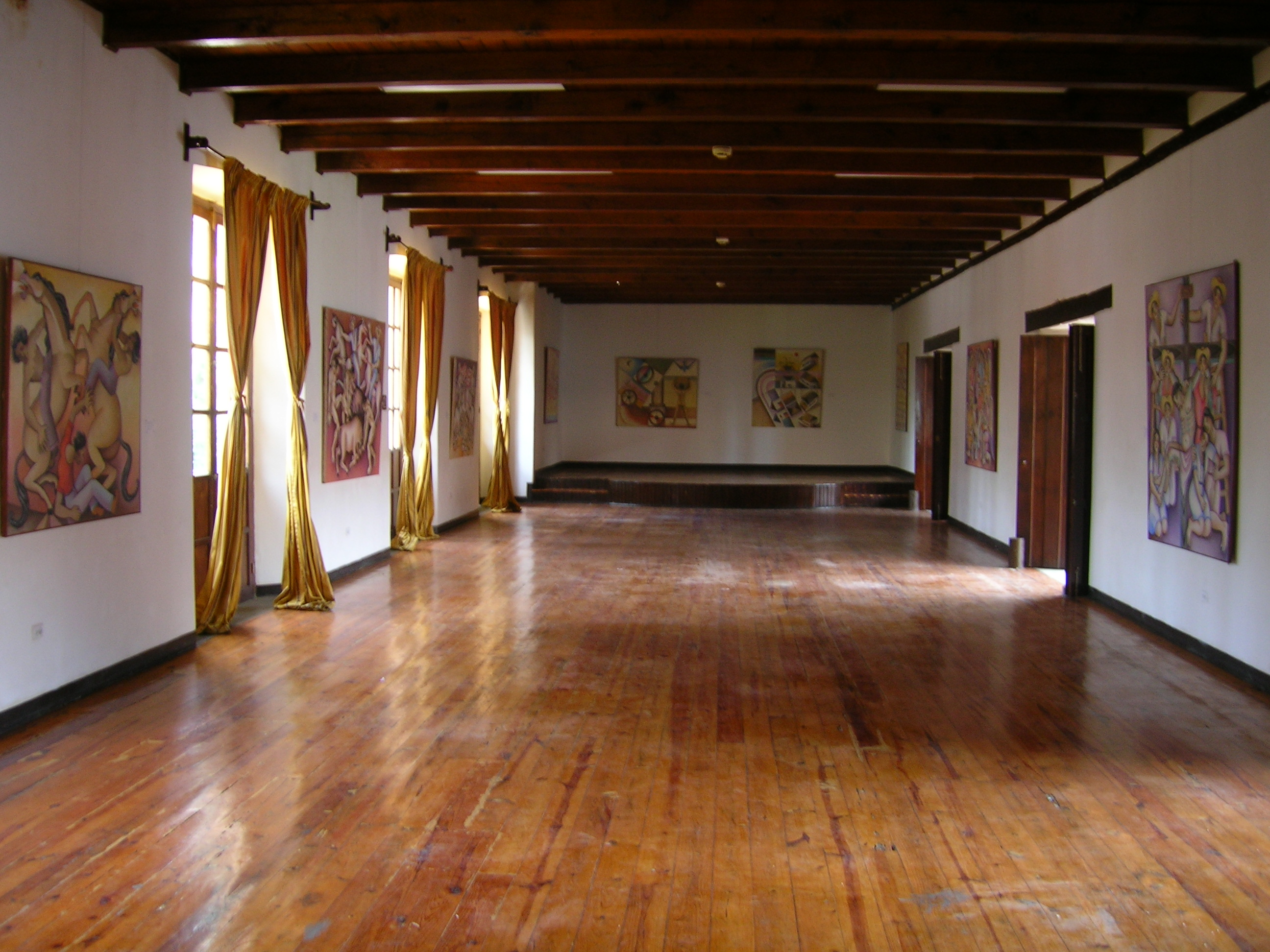
Galería Nacional de Arte, uno de los museos de arte principales de la ciudad

La ciudad cuenta con varios museos con diferentes temáticas, la mayoría ubicados en el centro histórico, entre ellos:
- Chiminike, museo de los niños
- Centro Cultural de España en Tegucigalpa, centro para artistas y creadores en artes visuales y cine
- Cuartel San Francisco, museo militar
- Galería Nacional de Arte
- Museo del Aire de Honduras, museo aeronáutico y de la historia de la aviación en Honduras
- Museo de Historia Republicana Villa Roy, museo de historia de la época republicana
- Museo del Hombre Hondureño, museo de la cultura y identidad hondureña
- Museo para la Identidad Nacional (MIN)
- Museo Numismático Rigoberto Borjas
- Museo de las Telecomunicaciones
- Pinacoteca Arturo H. Medrano

El Museo para la Identidad Nacional (MIN) es uno de los museos más visitados de Tegucigalpa y es considerado uno de los mejores museos de Centroamérica. El museo está dedicado a la conservación, investigación, comunicación y exhibición con propósito de estudio, educación y disfrute de la evidencia material e inmaterial de los pobladores que han habitado Honduras. Una de sus exhibiciones más populares es la sala de Copán Virtual, una versión virtual de la principal ciudad de los mayas en Honduras.
El Museo del Hombre Hondureño, junto con la Biblioteca Reina Sofía, ofrece al público visitante tres salas de exhibiciones pictóricas de artistas del pincel hondureño. Además funciona el Taller de Restauración Miguel Ángel Gómez, donde se han recuperado más de 400 obras, patrimonio religioso. El museo está albergado en la histórica Casa Ramón Rosa del siglo XIX, la antigua sede de la Corte Suprema de Justicia de Honduras.

### Teatros, danza y música

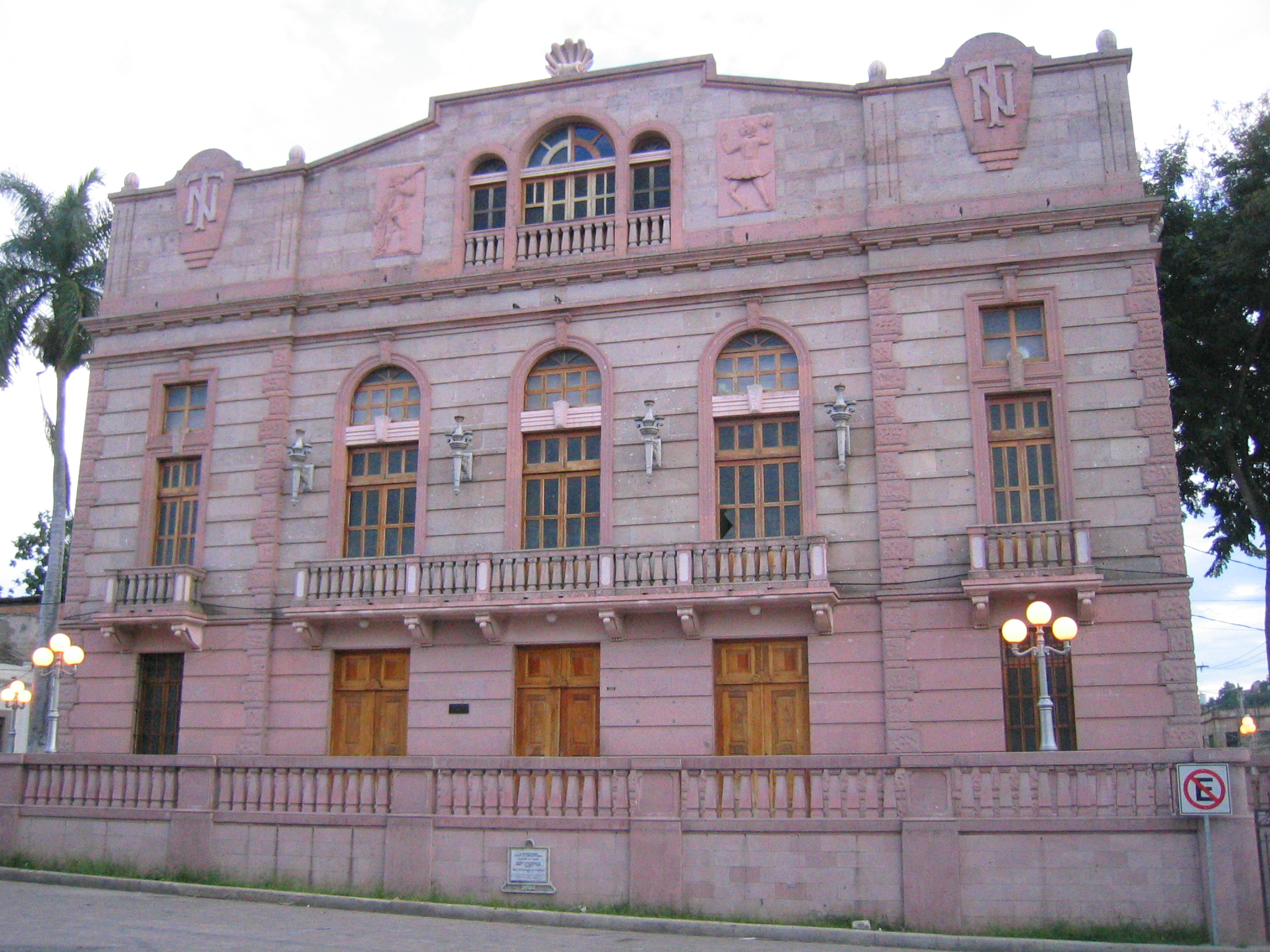
El Teatro Nacional Manuel Bonilla es el teatro principal de la ciudad y el país.

El Teatro Nacional Manuel Bonilla es una de las instituciones de mayor prestigio en la ciudad. Inaugurado en 1905, sus salas se dedican a eventos musicales y teatrales de primer nivel. En el teatro se han realizado más de 10 000 presentaciones musicales, teatrales y óperas, con funciones durante el día y la noche. Además se realizan otros eventos especiales durante todo el año. El teatro fomenta la organización y promoción de los diferentes espectáculos escénicos (teatro, danza y música) de alta calidad, tanto nacional como internacional.
Otros teatros y espacios artísticos de danza y música se destacan:
- Teatro Renacimiento.
- Escuela Nacional de Danza "Mercedes Agurcia Membreño" (MAM).
- Escuela Danza Libre.
- Escuela Nacional de Música.
- Paraninfo de la Universidad Nacional Autónoma de Honduras.

## Deportes
Tegucigalpa cuenta con muchos centros deportivos en cada colonia, barrio o centro, además con muchos estadios, y complejos deportivos.

### Fútbol

Estadio Chelato Uclés

Tegucigalpa es sede de los dos clubes más grandes de la Liga Nacional de Fútbol de Honduras: el Club Deportivo Olimpia, y el Club Deportivo Motagua. Ambos equipos han sido campeones de Centroamérica y entre ambos suman más de 40 títulos de liga. El CD Olimpia, es el más popular y el que posee más campeonatos de liga, seguido de cerca de su archirrival Motagua. 
La ciudad cuenta con un complejo de entrenamiento para selecciones juveniles denominado Proyecto GOAL que fue financiado por la FIFA y construido en los terrenos de la Universidad Nacional Autónoma de Honduras (UNAH).[cita requerida]
| Equipo      | Deporte | Liga                        | Fundación |
| ----------- | ------- | --------------------------- | --------- |
| Olimpia     | Fútbol  | Liga Nacional de Honduras   | 1912      |
| Motagua     | Fútbol  | Liga Nacional de Honduras   | 1928      |
| Gimnástico  | Fútbol  | Liga de Ascenso de Honduras | 1949      |
| Lobos UPNFM | Fútbol  | Liga Nacional de Honduras   | 2010      |

### Parque de Pelota Lempira Reina
El Parque de Pelota Lempira Reina es un estadio destinado para partidos de béisbol, ubicado frente al Estadio José de la Paz Herrera Uclés. Es el segundo estadio en importancia para el béisbol en Honduras después del Estadio Chochi Sosa ubicado en las instalaciones de la Villa Olímpica de Tegucigalpa creado en 1951.

### Villa Olímpica de Tegucigalpa
El centro recreativo y deportivo más amplio en Tegucigalpa es la Villa Olímpica. Es de acceso gratuito, cuenta con un estadio olímpico, parque de béisbol, piscinas, varios gimnasios, canchas de baloncesto, de tenis, amplios aparcamientos para automóviles y áreas verdes para descanso. Se puede acceder fácilmente por el anillo periférico de la ciudad.

## Educación

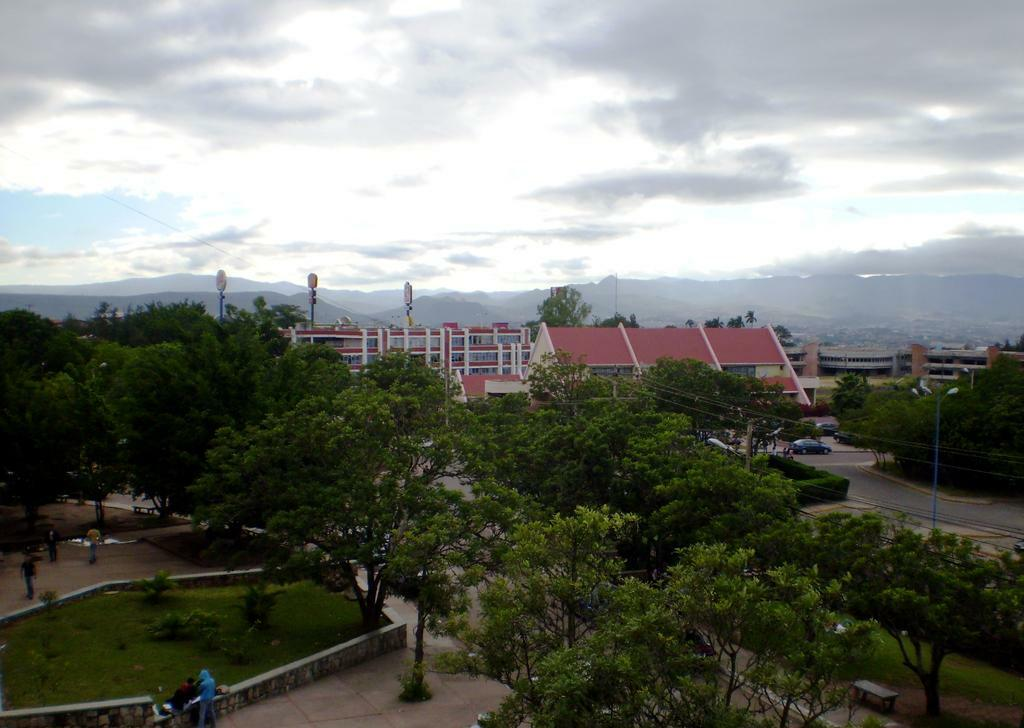
Campus de la Universidad Nacional Autónoma de Honduras.

### Universidades
- Universidad Nacional Autónoma de Honduras
- Universidad Católica de Honduras
- Centro de Diseño Arquitectura y Construcción
- Universidad de Gestión y Tecnología
- Universidad José Cecilio del Valle
- Universidad Tecnológica de Honduras
- Universidad Tecnológica Centroamericana
- Universidad Politécnica de Ingeniería
- Universidad Pedagógica Nacional Francisco Morazán
- Universidad Metropolitana de Honduras
- Universidad Politécnica de Honduras
- Universidad Cristiana Evangélica Nuevo Milenio (Campus Tegucigalpa)
- Centro Universitario Tecnológico
- Centro Universitario Guaymura
- Academia Militar de Honduras General Francisco Morazán

## Salud
Algunos de los hospitales privados más importantes de la ciudad son:
- Hospital y Clínicas Viera
- Hospital y Clínicas San Jorge
- Hospital Centro Médica
- Hospital Infantil "María"
- Clínica Cardiopulmunar Alameda
- Centro Oftalmológico Santa Lucía
- Centro de Maternidad y Diagnóstico
- Hospital Medicasa
- Honduras Medical Center
- Hospital La Policlínica
- Centro Médico Hondueño
- Centro Oncológico Hondureño

De categoría pública:
- Instituto Hondureño de Seguridad Social (IHSS)
- Hospital Escuela
- Hospital San Felipe
- Hospital del Tórax

## Transporte

### Terrestre

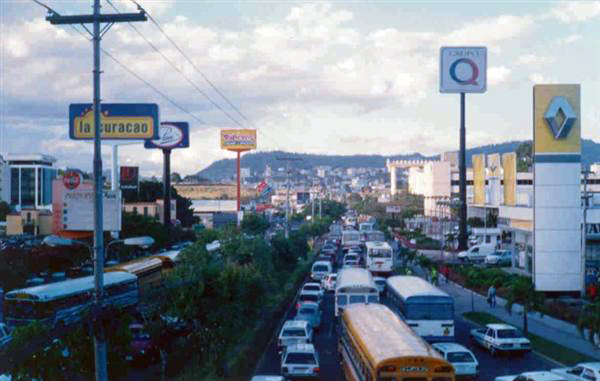
Avenida Centroamérica en un día de Congestión vehicular

La manera más rápida de trasladarse de un punto a otro en la ciudad, es a través del anillo periférico Quinto Centenario. Este anillo, cubre el lado este de la ciudad de Tegucigalpa y también está conectada a la carretera nacional, donde están los ramales nacionales hacia el norte del país, (hacia San Pedro Sula), al sur (hacia Nicaragua) y otras salidas hacia pueblos cercanos.
Tegucigalpa está comunicada con el resto del país y el exterior por diversas carreteras pavimentadas. La principal de ellas se dirige hacia el norte del país, otra hacia el sur, conectando con la Carretera Interamericana, y una tercera hacia el este.
La ciudad tenía en construcción el proyecto de transporte público Metrobús Tegucigalpa, iniciado en el año 2010 e inaugurado una etapa en fecha 24 de enero de 2014. La obra se paralizó y nunca llegó a inaugurarse en completo.

### Aéreo

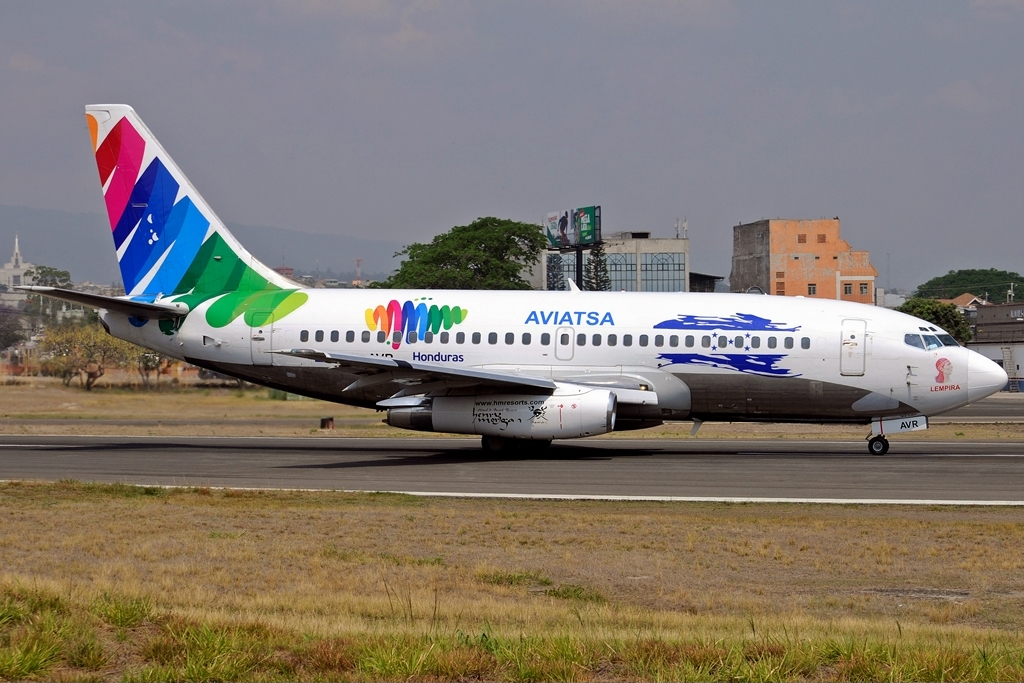
Avión en el Aeropuerto Internacional Toncontín

El aeropuerto principal de Tegucigalpa es el Aeropuerto Internacional Toncontín, ubicado en el sur de la ciudad. Este aeropuerto es considerado uno de los más peligrosos del mundo por la cercanía de una sierra y una pista de aterrizaje relativamente corta; durante varios años se ha tratado de sustituirlo por el aeropuerto de Palmerola, en Comayagua, donde actualmente opera una base aérea de los Estados Unidos.
Toncontín ha sido mejorado significativamente por medio de las obras realizadas por la Corporación Aeroportuaria de Tegucigalpa y Interairports, empresa privada contratada por el gobierno para administrar los cuatro aeropuertos internacionales del país. Anteriormente, Toncontín solo contaba con una pista de aterrizaje de 1863 metros de longitud. En 2009 fue ampliada con 300 metros, de las cuales 150 metros de pista útil, 60 metros de franja de seguridad de pista, y 90 metros de área de seguridad nivelado al extremo de la pista. La altitud de la pista es de 1033 m s. n. m.
Toncontín cuenta, además, con servicios de migración, aduana, meteorología y control del tráfico aéreo. 
Es atendido por compañías aéreas internacionales como American Airlines, Avianca, Continental Airlines, Copa Airlines, TAG Airlines, Delta Airlines y varias líneas aéreas locales como CM Airlines y Aerolíneas Sosa, que la conectan con el resto del país.

## Ciudadanos notorios
- Francisco Morazán, presidente y general de la unión centroamericana y homónimo del departamento capitalino
- Marco Aurelio Soto, expresidente de la república de Honduras, nombró a Tegucigalpa capital nacional
- Rafael Leonardo Callejas, expresidente de la república de Honduras
- Tiburcio Carías Andino, dictador hondureño del siglo XX, homónimo del Cariato
- Salvador Moncada, científico nominado al Premio Nobel, marido de la princesa Esmeralda de Bélgica
- Augusto Monterroso, figura canónica del Boom latinoamericano
- Rafael Heliodoro Valle, historiador e intelectual nacional

## Ciudades hermanadas
Tiene 14 capitales hermanadas con:
| - Amán (Jordania) - Berlín (Alemania) - Buenos Aires (Argentina) - Caracas (Venezuela) - Ciudad de México (México) - Lima (Perú) - Lisboa (Portugal) - Madrid (España) | - Managua (Nicaragua) - Pristina (Kosovo) - Quito (Ecuador) - San José (Costa Rica) - San Salvador (El Salvador) - Taipéi (Taiwán) |

Tiene 5 ciudades hermanadas con:
| - Belo Horizonte (Brasil) - Guadalajara (México) - Nueva Orleans (Estados Unidos) | - Río de Janeiro (Brasil) - Tuxtla Gutiérrez (México) |